# Berliner Bildhauerschule
Berliner Bildhauerschule ist die von Peter Bloch eingeführte Bezeichnung für eine generationenübergreifende Gruppe, der rund 400 Bildhauer des 19. Jahrhunderts zugerechnet werden, beginnend mit Johann Gottfried Schadow um 1785, seinen Schülern, jenen von Christian Daniel Rauch und endend mit den Schülern von Reinhold Begas um 1915. Der Stil dieser Künstler ist keineswegs einheitlich, die Bildhauer arbeiteten in klassizistischer, realistischer und neobarocker Manier und schufen Salon-, Porträt- und Denkmalkunst. Einflussreichster und bekanntester Vertreter war neben Schadow sein Schüler Christian Daniel Rauch, der eine neue Stilperiode innerhalb der Berliner Bildhauerschule einleitete. Dem Ethos der Rauchschule setzte Reinhold Begas das wilhelminische Pathos des Neobarock gegenüber – wie Peter Bloch anschaulich in der Publikation Ethos und Pathos. Die Berliner Bildhauerschule 1780–1914 (1990) belegte. Danach folgte ein Teil der Schüler Begas’ den Strömungen der Moderne. Die klassizistische Grundhaltung der Berliner Bildhauerschule wirkt in Werken von Georg Kolbe und Richard Scheibe nach.

## Schadowschule
Johann Gottfried Schadow knüpfte an Andreas Schlüter an und setzte der Romantik einen oft schonungslosen Realismus gegenüber. Typisch für den realistischen Monumentalstil Schadows ist laut Uta Lehnert das Standbild des Reitergenerals Hans Joachim von Zieten von 1799. In der Auseinandersetzung mit Goethe, dem der prosaische Berliner Realismus und die Schadowsche Goethebüste von 1823 überhaupt nicht zusagte, betonte Schadow, „gerade in der Wiedergabe der Wirklichkeit liege die wahre Kunst, nicht in der Nachahmung fremder Ideale.“ Schadow hatte in seiner Büste nicht den Dichterfürsten, sondern nüchtern und steif den herzoglichen Minister in seiner Hofuniform dargestellt.

Hauptwerke von Schadow
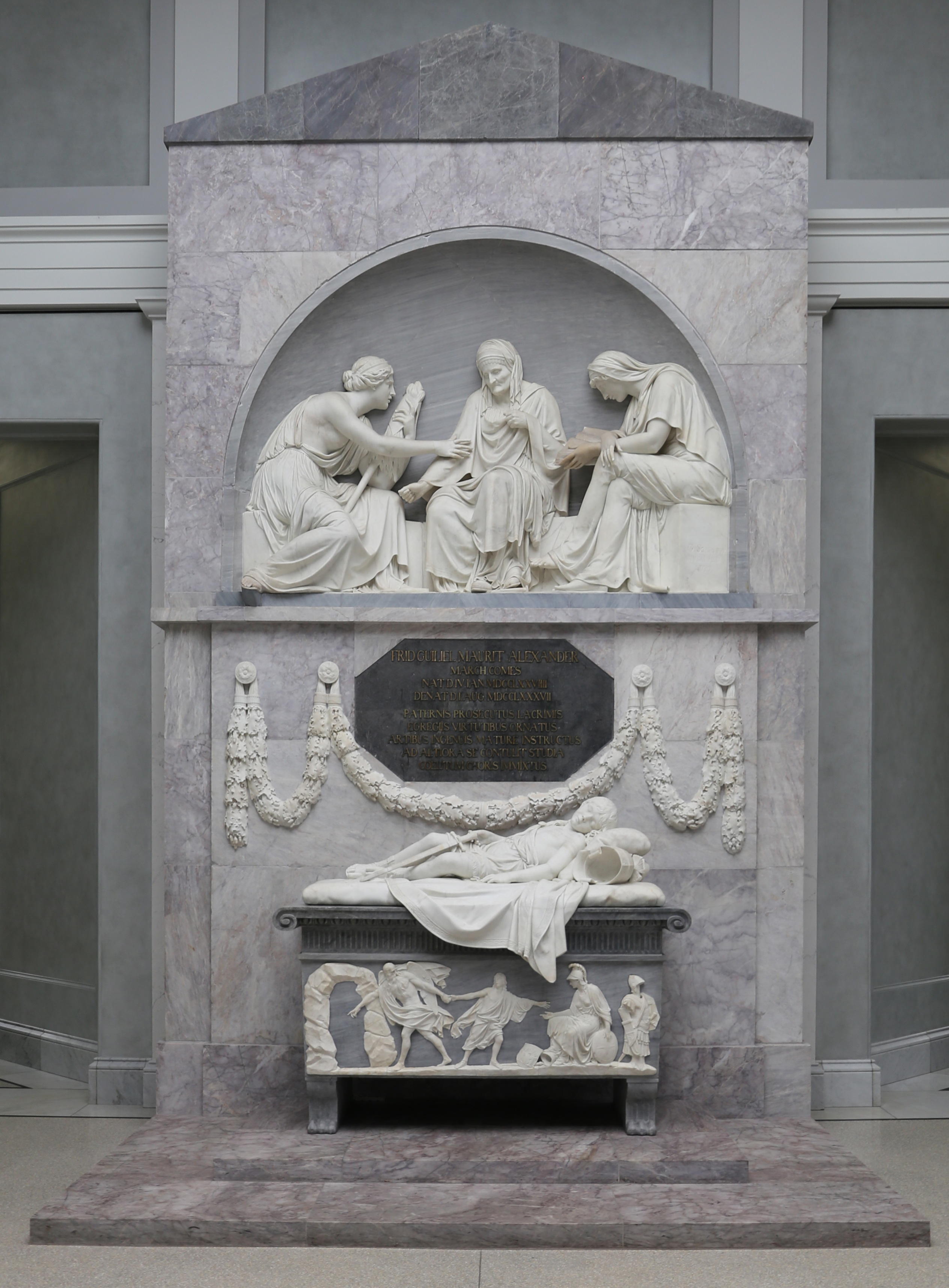
Grabmal des Grafen Alexander von der Mark
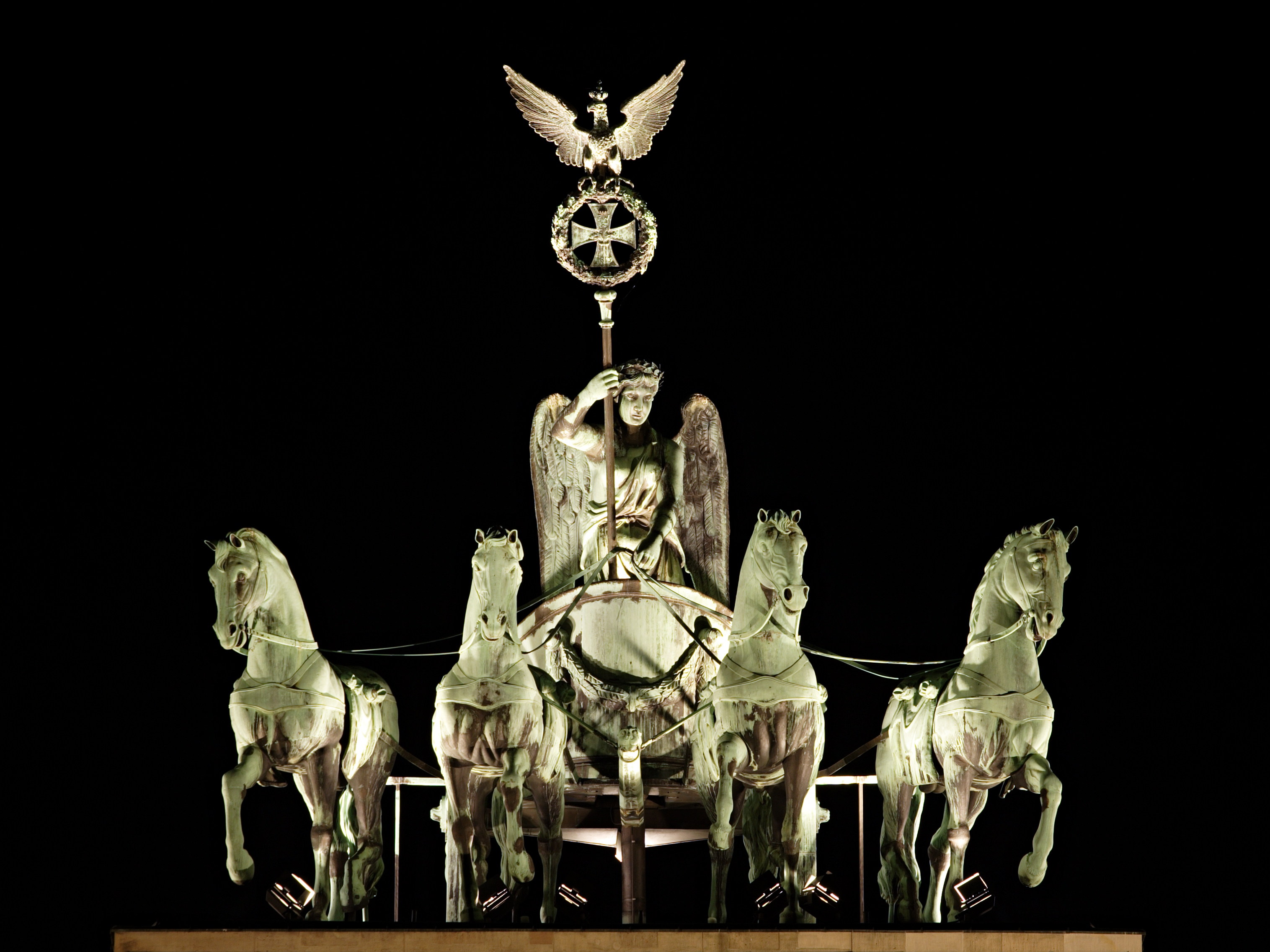
Quadriga auf dem Brandenburger Tor
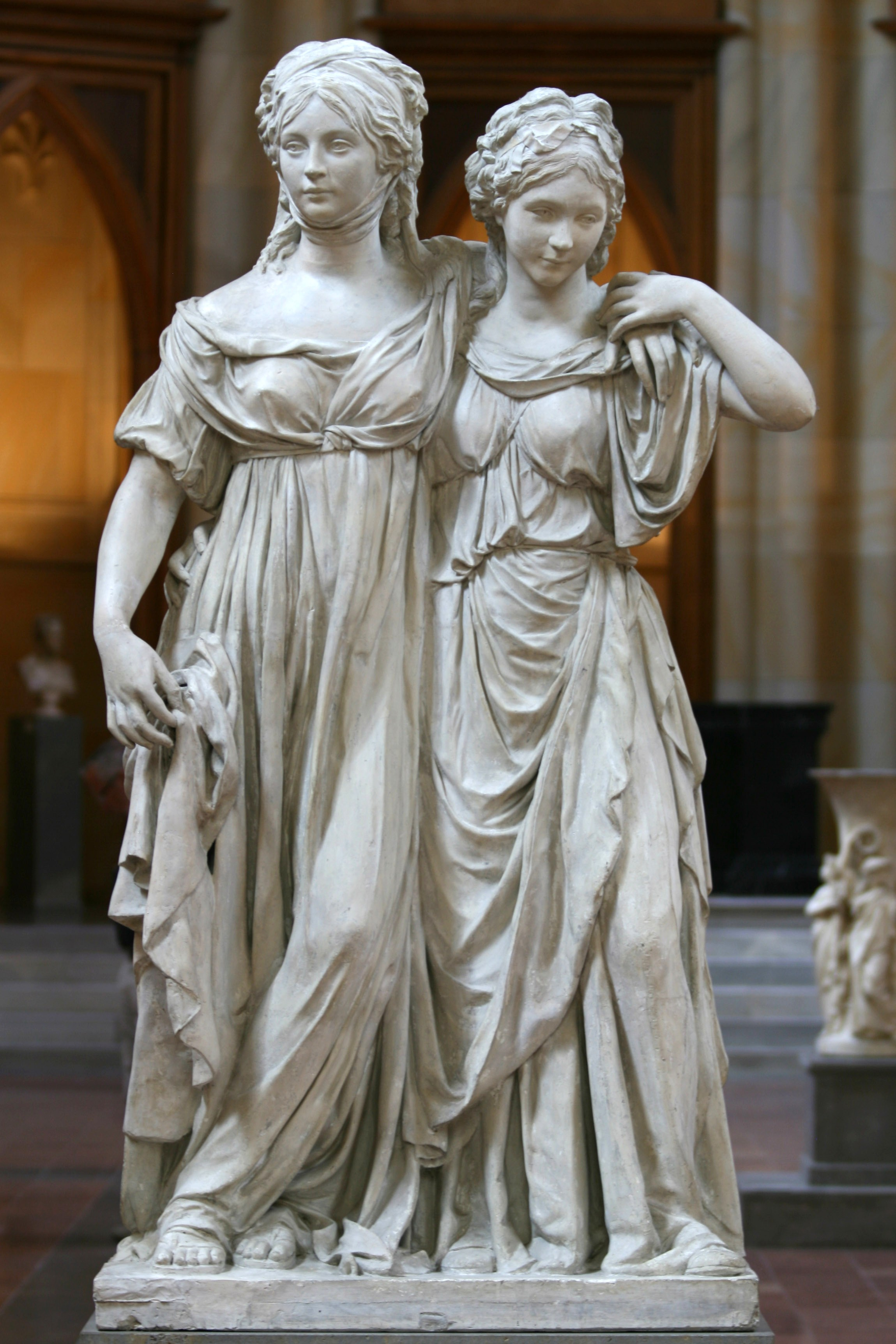
Prinzessinnengruppe
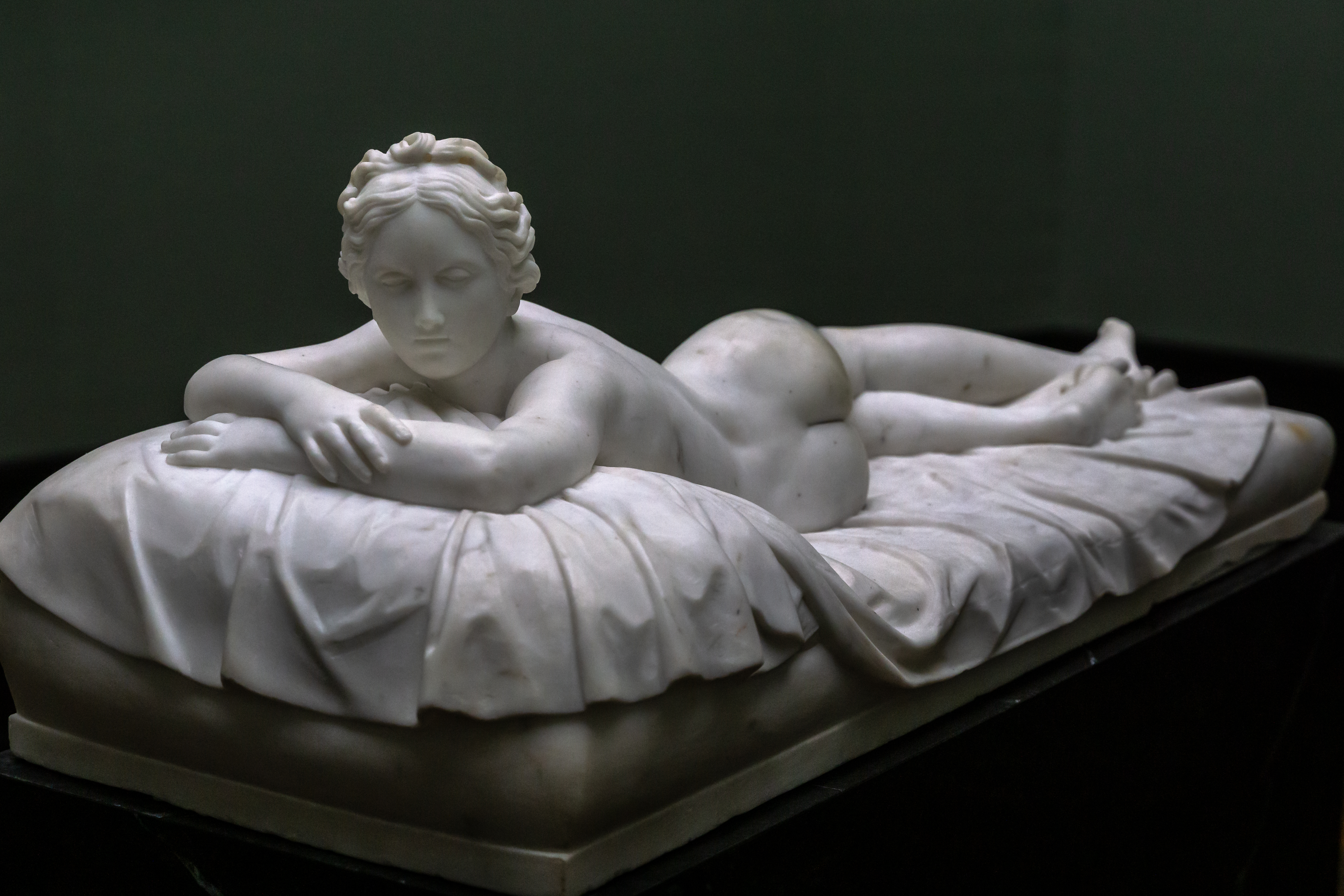
Ruhendes Mädchen
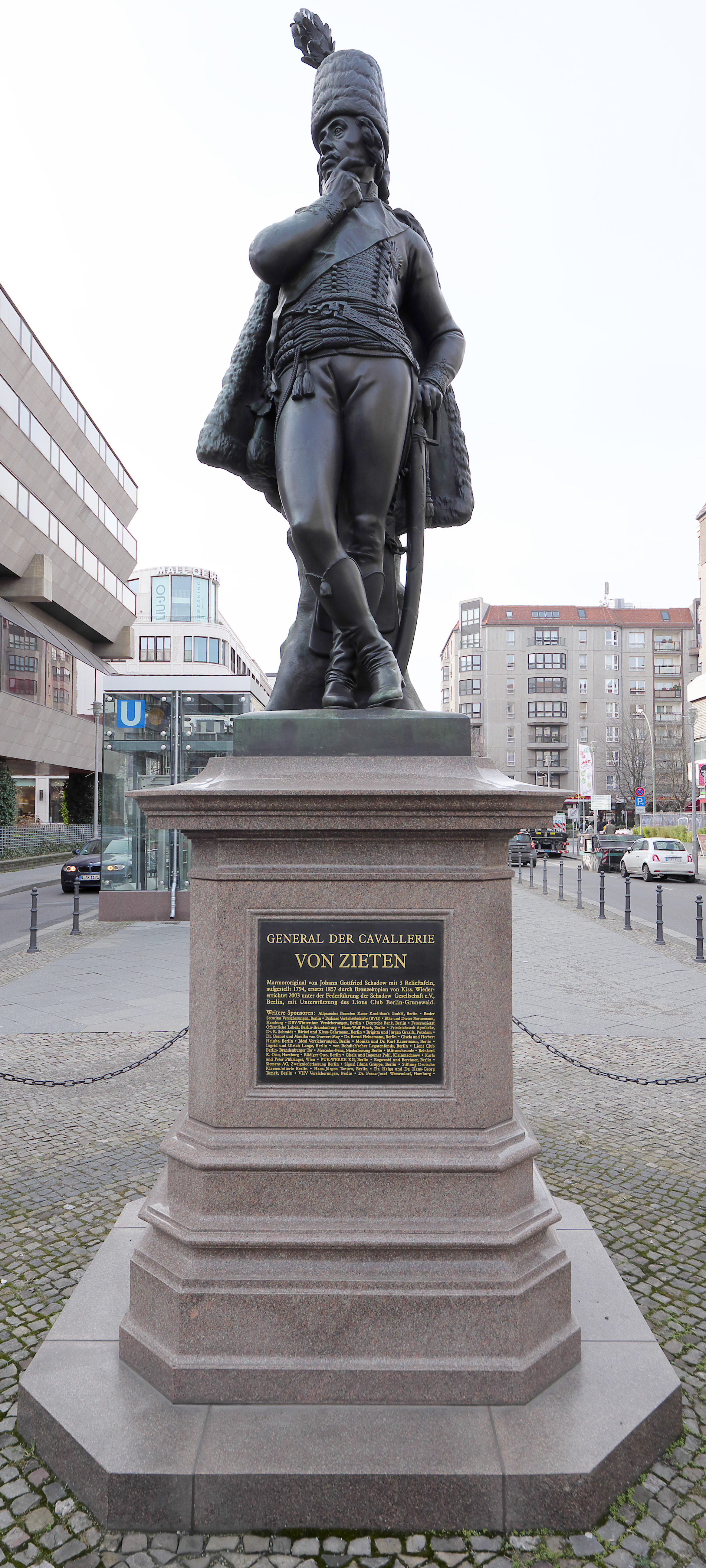
Zieten-Denkmal

## Rauchschule
Schadows Schüler Christian Daniel Rauch hatte drei Jahre vor Schadow gleichfalls eine Goethe-Büste geschaffen, „die den Porträtierten bei allem Realismus als abgeklärten, durchgeistigten und dadurch ins Zeitlos-Gültige erhobenen Olympier zeigt.“ Der Klassizismus Rauchs und seiner Schule verzichtete auf zufällige anatomische und kostümliche Details. Mit geschlossenen Konturen, straffer Oberflächenbehandlung und formaler Stringenz brachte er die Bedeutung des Porträtierten zum Ausdruck. Seine Arbeiten waren bestimmt vom Bildungsideal der deutschen Klassik.
Die Werkstatt, die Rauch nach seiner Rückkehr aus Carrara nach Berlin eingerichtet hatte, wurde unter der Bezeichnung „Lagerhaus“ zur Keimzelle der Berliner Bildhauerschule. Seine Schüler führten seine Kunstauffassung in Europa und in den USA weiter und wirkten ihrerseits schulbildend. Albert Wolff, Gustav Blaeser, Friedrich Drake, Fritz Schaper, Rudolf Siemering, August Kiß, Melchior zur Strassen, Elisabet Ney und Albert Manthe repräsentieren die Rauchschule in der Berliner Bildhauerschule.

Hauptwerke von Rauch
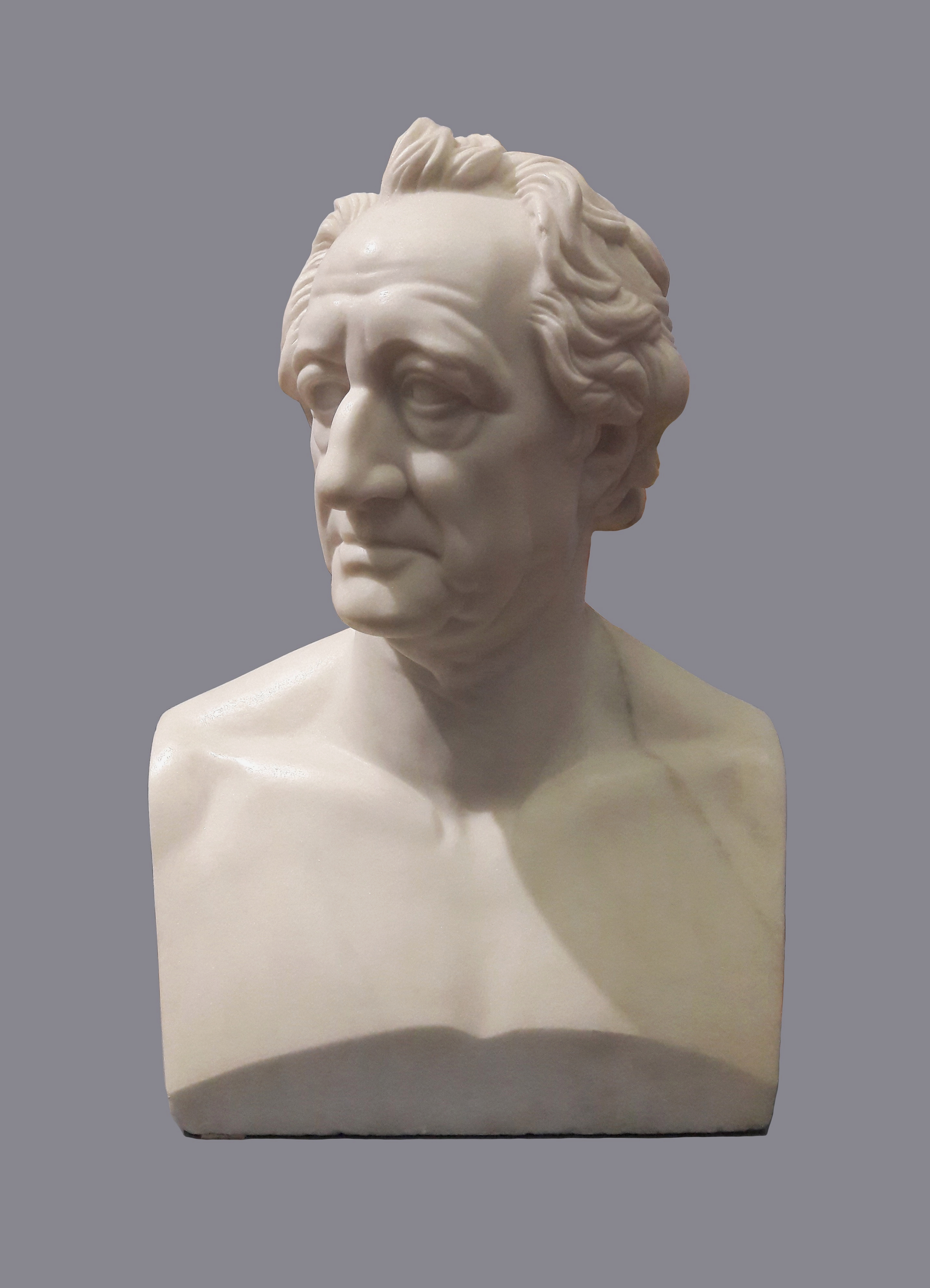
Goethe-Büste
Grabmal der Königin Luise von Preußen
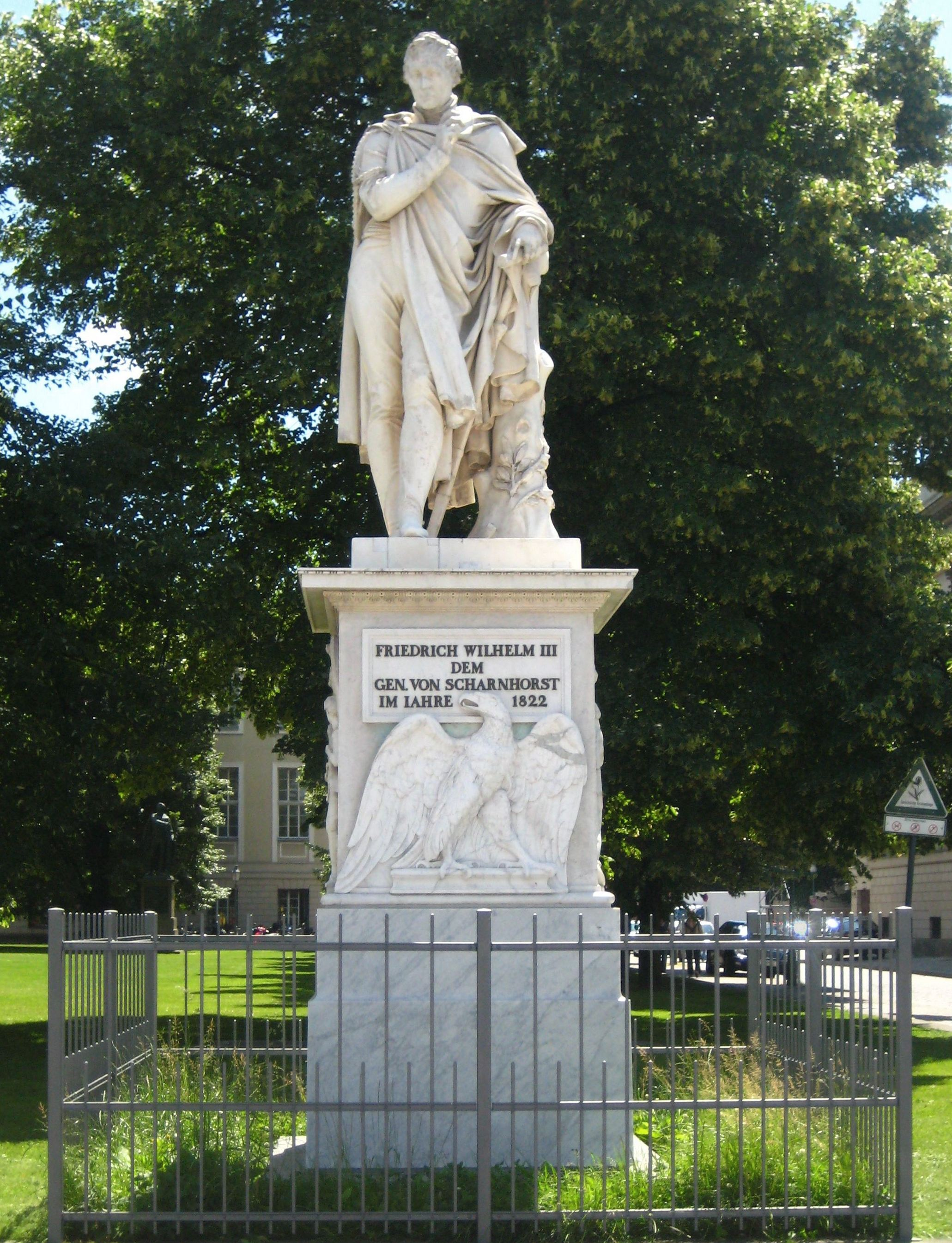
Scharnhorst-Denkmal
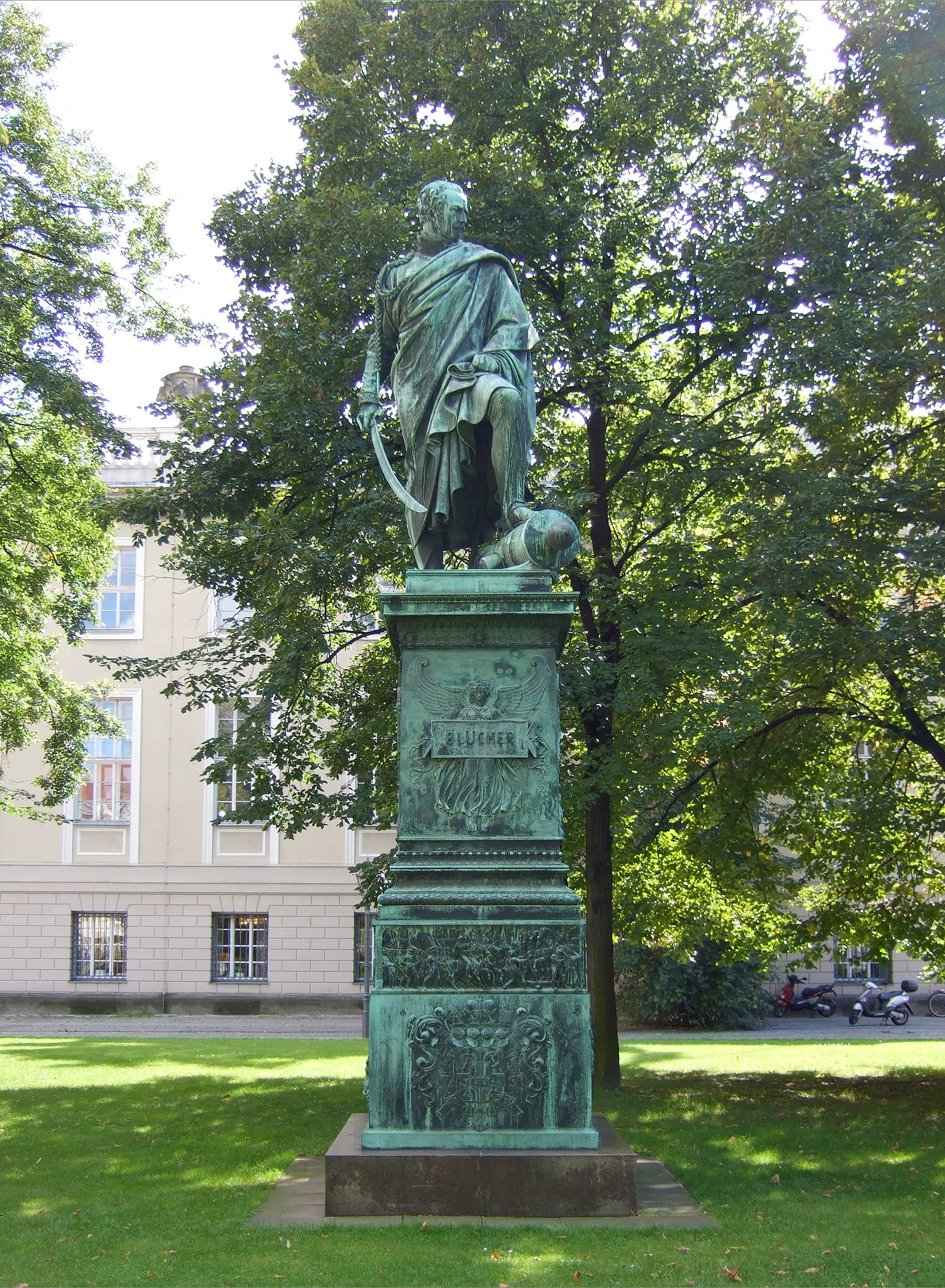
Blücher-Denkmal
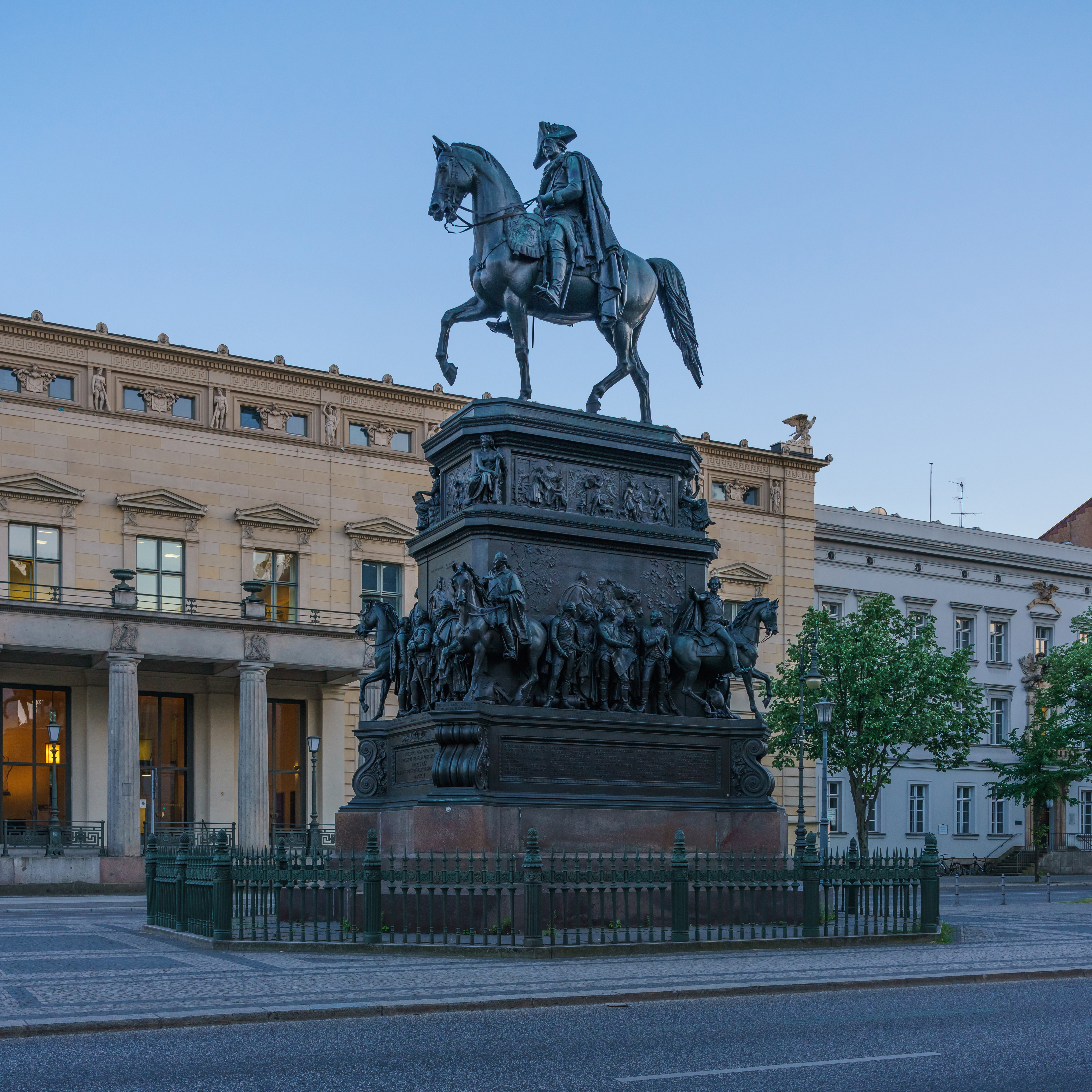
Denkmal Friedrichs des Großen
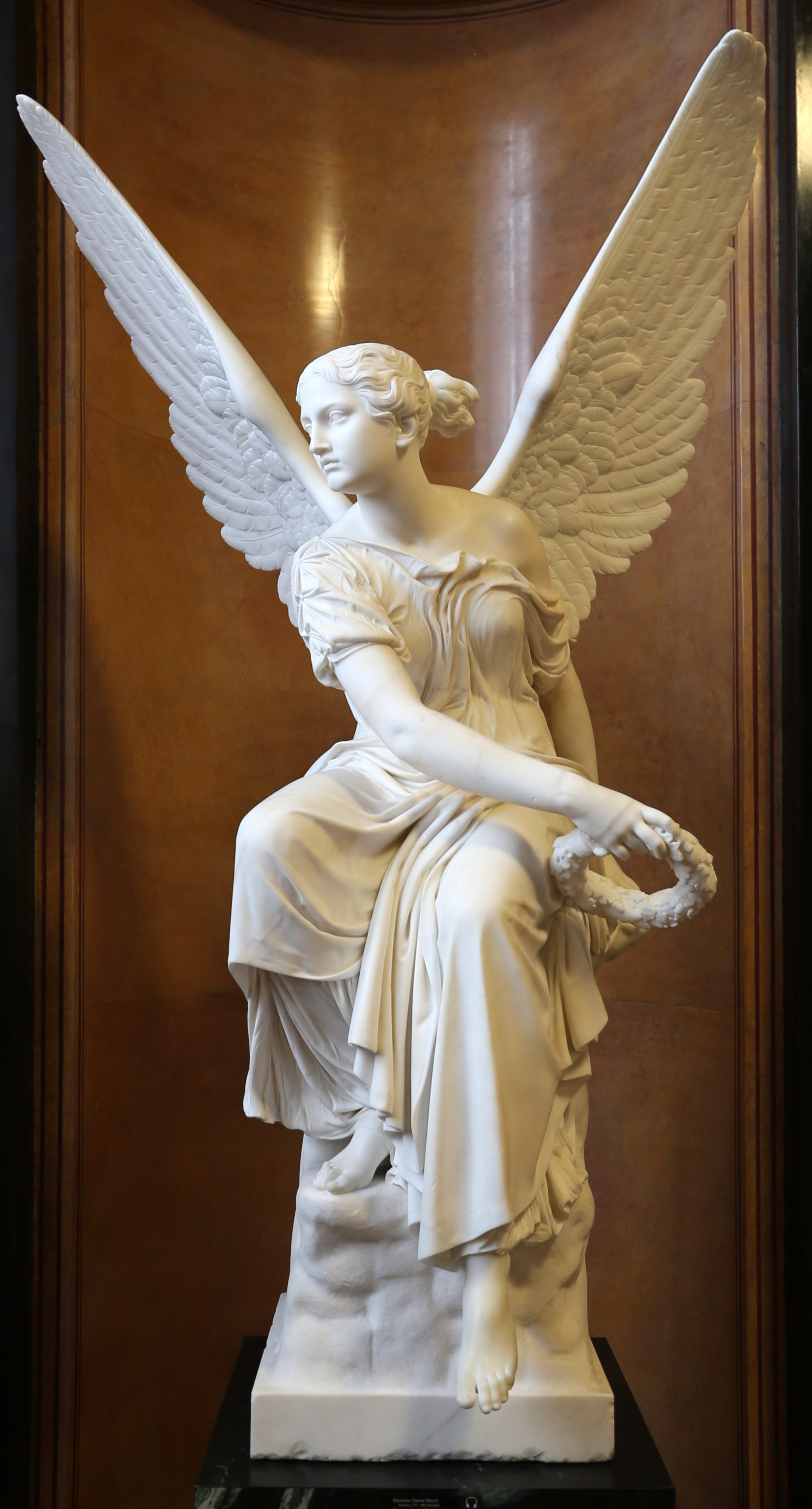
Kranzwerfende Viktoria

## Begasschule
Mit der Euphorie der Reichsgründung 1871 und dem Aufschwung der Gründerzeit entsprach die Nüchternheit der Rauch-Schüler nicht mehr dem Lebensgefühl. In der Kunst gab Reinhold Begas im Neobarock den Bedürfnissen nach Repräsentanz und Überhöhung des Materiellen Ausdruck. Die aufkommende monumentale Denkmalkunst und die Gestaltung repräsentativer Grabanlagen wie auf dem Dorotheenstädtisch-Friedrichswerderschen Friedhof löste die Formenstrenge zugunsten eines sinnlichen, oft krassen Naturalismus mit starker dekorativer Tendenz auf. Peter Bloch zeigte 1990 eine große Ausstellung zur Berliner Bildhauerschule 1786–1914 und stellte die beiden Strömungen der Schule im Ausstellungstitel plakativ gegenüber: Ethos und Pathos – Ethos der Rauchschule und Pathos der neobarocken Begasschule. Den Neobarock repräsentierten neben Begas selbst vor allem sein jüngerer Bruder Karl Begas sowie Norbert Pfretzschner, Cuno von Uechtritz-Steinkirch und Gustav Eberlein.
Ausdruck der monumentalen Inszenierungen war vor allem das Nationaldenkmal für Kaiser Wilhelm I. auf der Berliner Schloßfreiheit von Begas, 1889–1897. Seinen Höhepunkt fand der Denkmalkultus in der Berliner Siegesallee, der von Teilen der Berliner Bevölkerung als Puppenallee belächelten Prachtstraße des Auftraggebers Wilhelm II.
An den 32 Standbildern Brandenburger und Preußischer Herrscher und den 64 Nebenbüsten waren 27 Bildhauer beteiligt, die künstlerische Leitung lag bei Reinhold Begas. Nach Uta Lehnert wurde die Siegesallee zur „Kraftprobe für die Berliner Bildhauerschule“, die in all ihren Facetten und Strömungen an der Arbeit beteiligt war. Unter den Künstlern war beispielsweise August Kraus, der sich mit Tuaillon, Heising und Gaul gegen den Neobarock der Begasschule formierte, später der Berliner Secession beitrat und zu den Wegbereitern der Moderne zählt. Allerdings hatte die Berliner Secession „für die Bildhauer eine viel geringere Bedeutung als für die malenden Kollegen.“

Hauptwerke von Begas
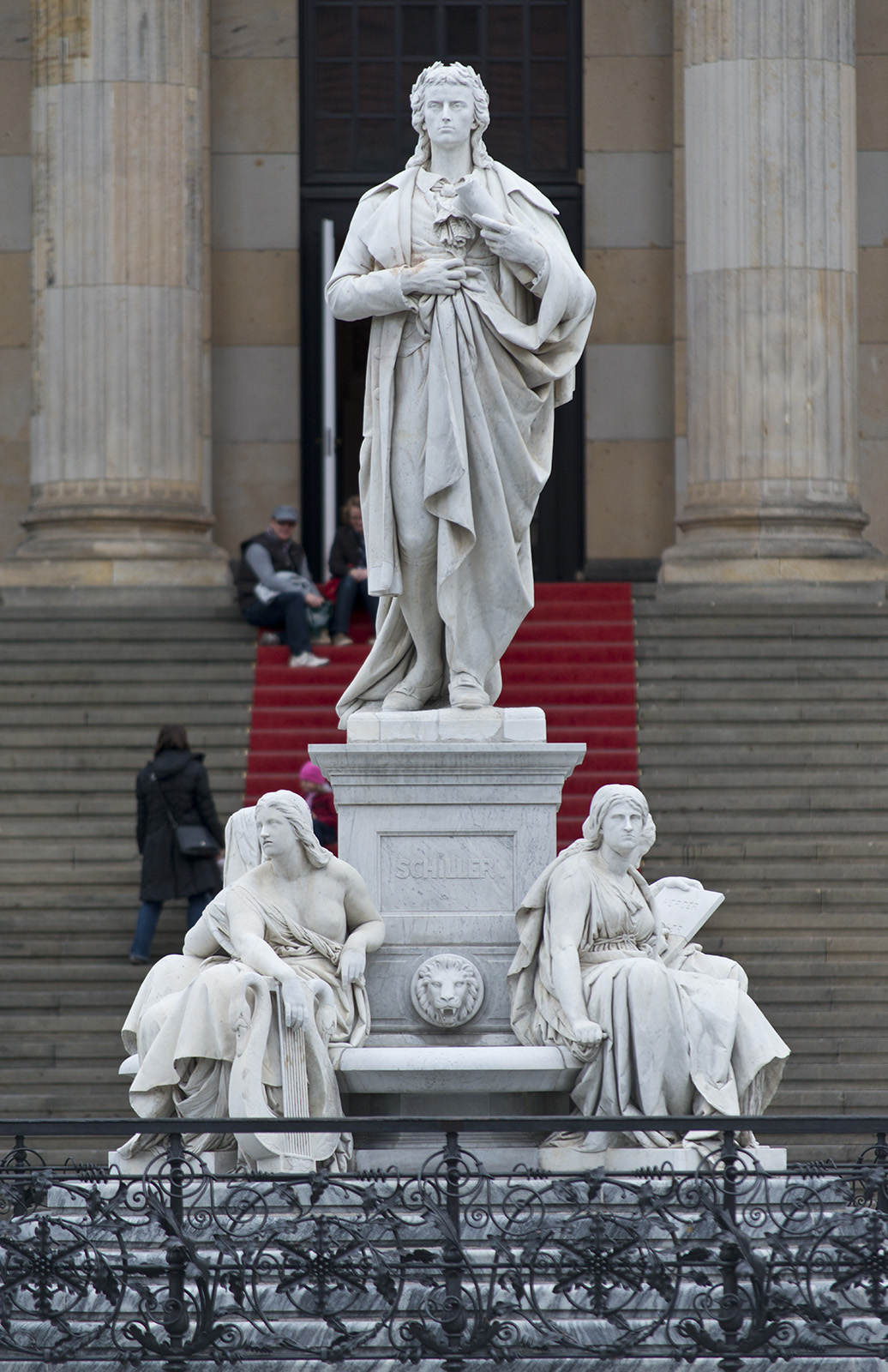
Schiller-Denkmal
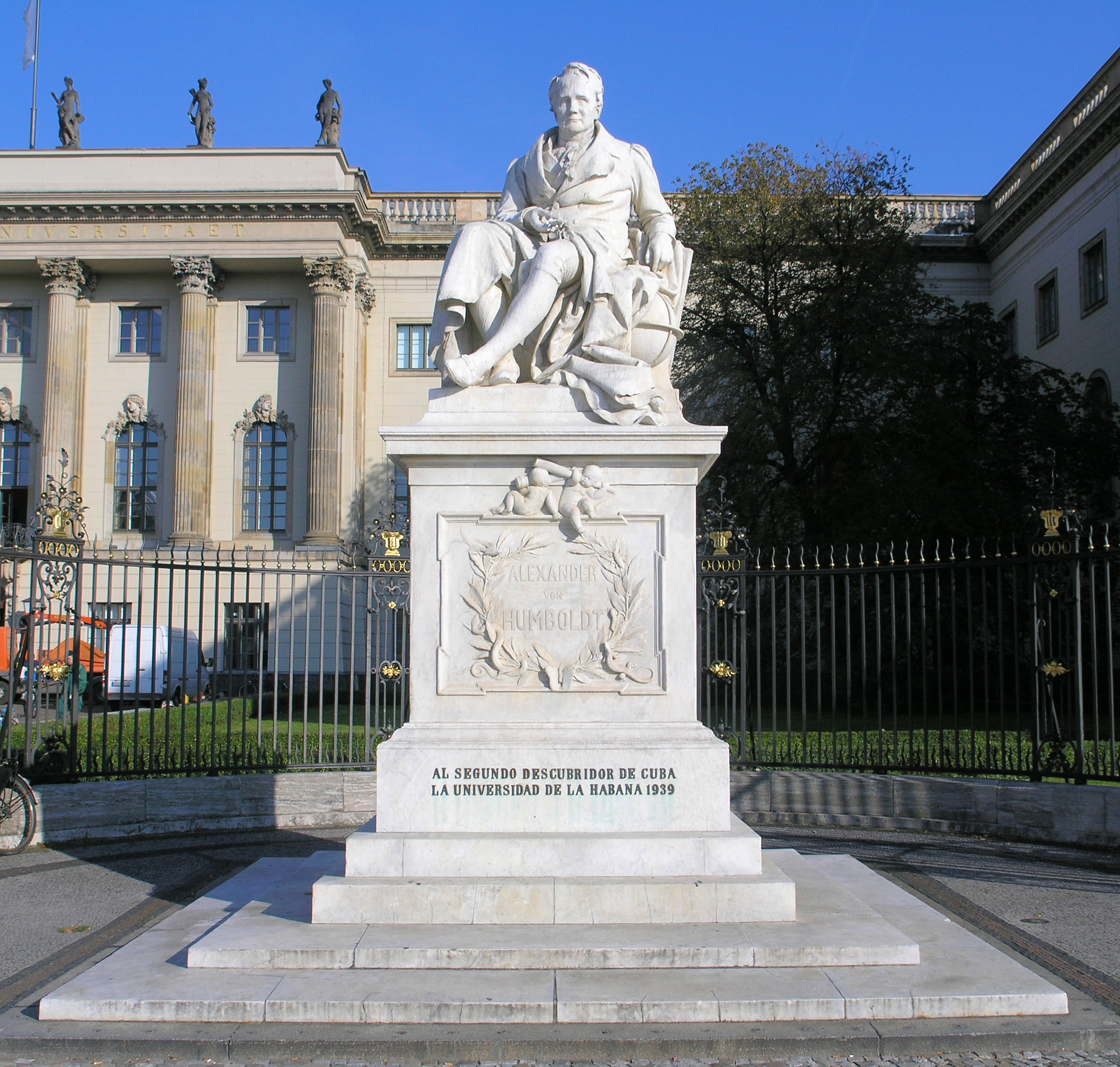
Alexander-von-Humboldt-Denkmal
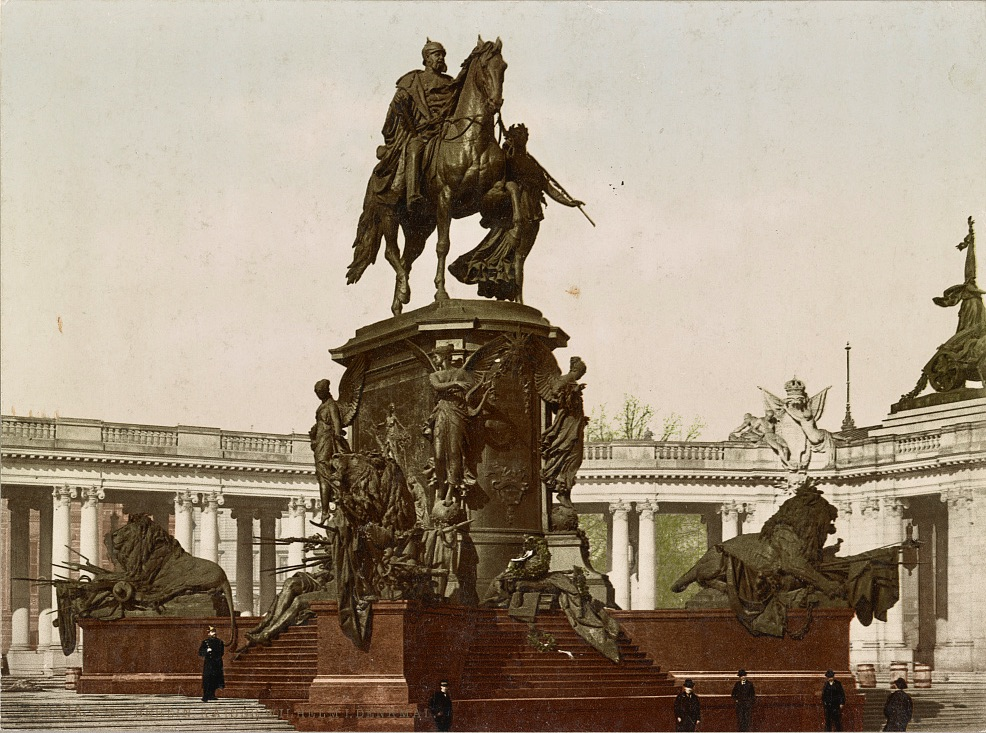
Kaiser-Wilhelm-Nationaldenkmal
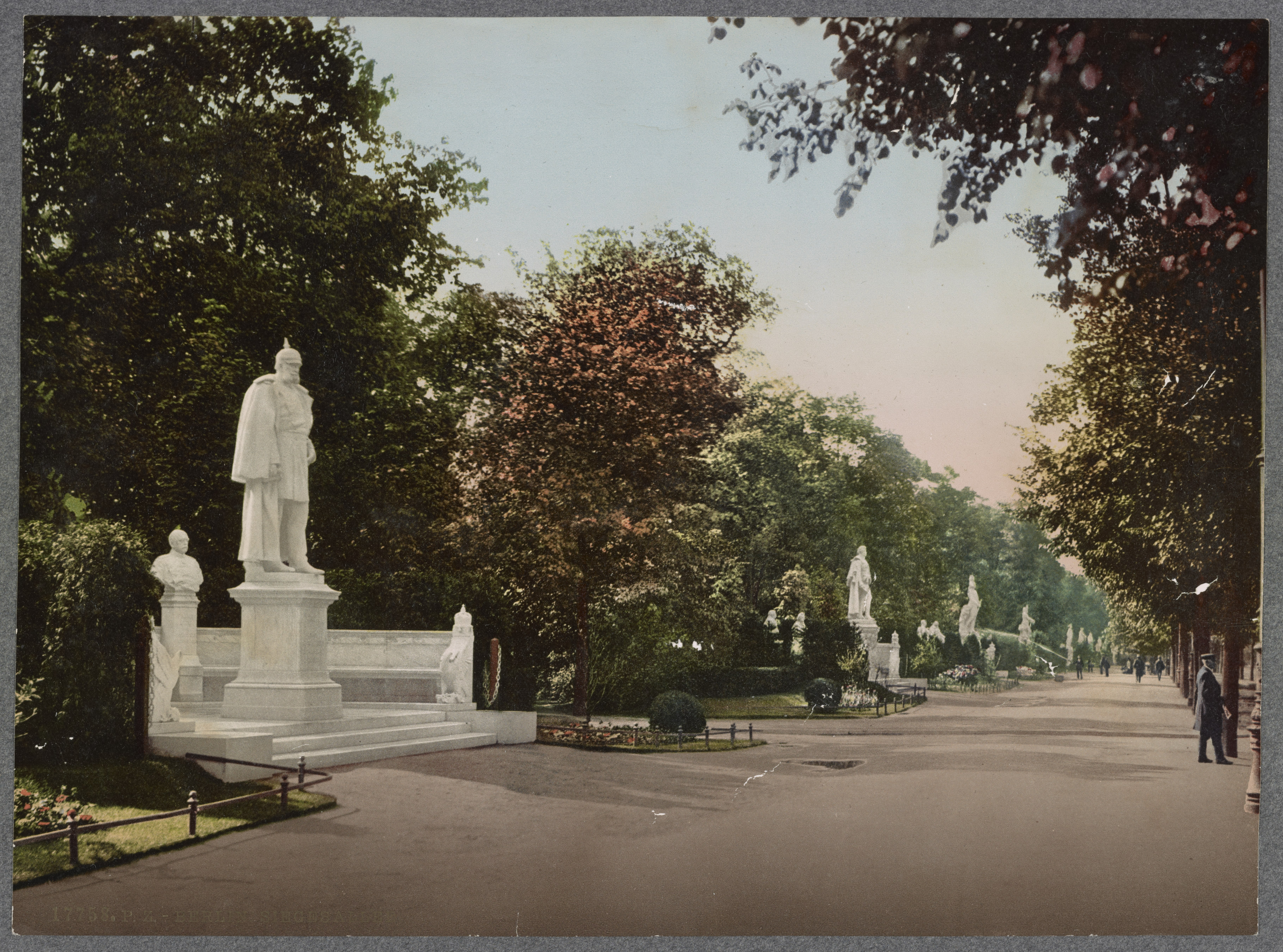
Denkmäler der Siegesallee
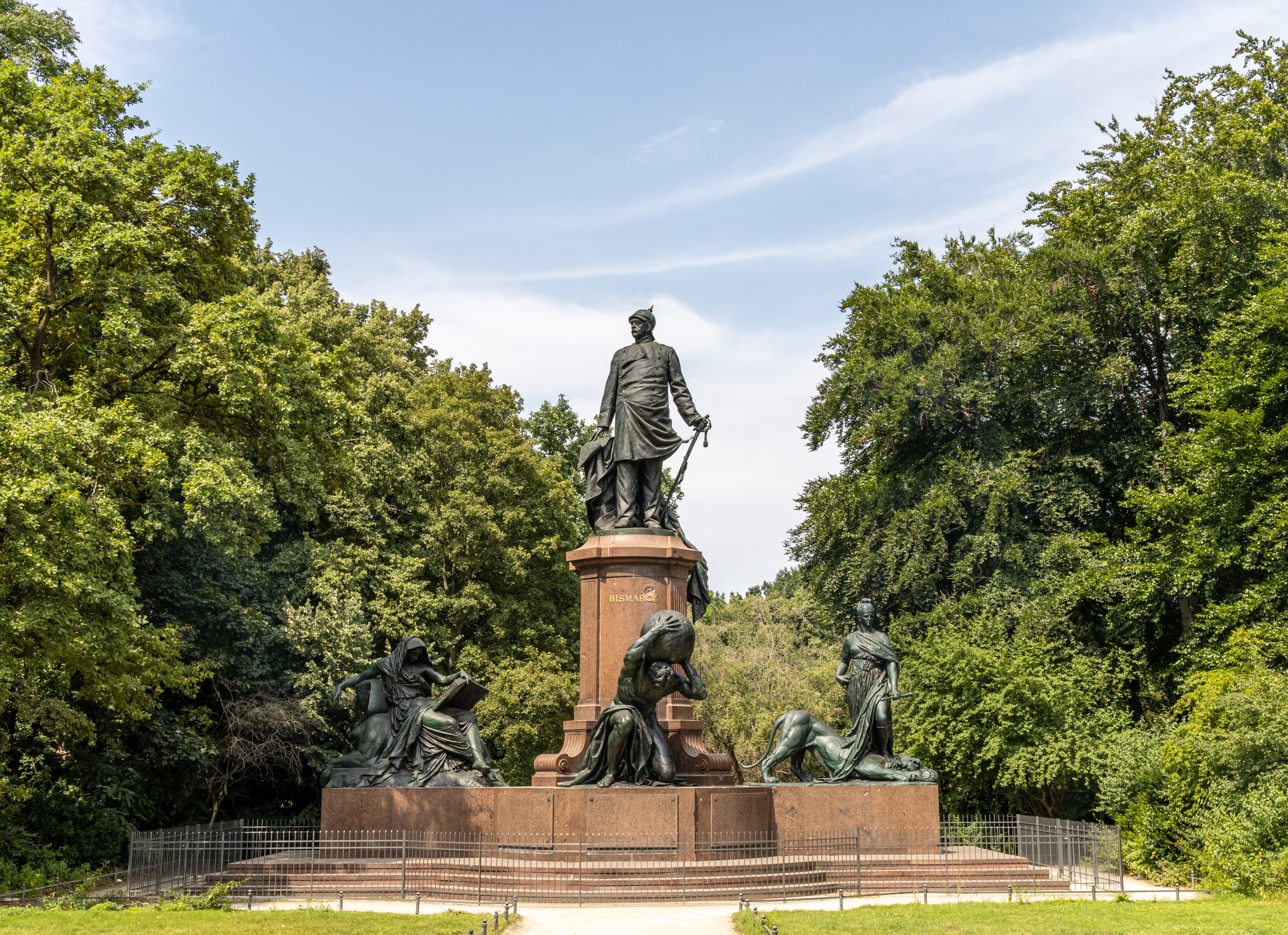
Bismarck-Nationaldenkmal
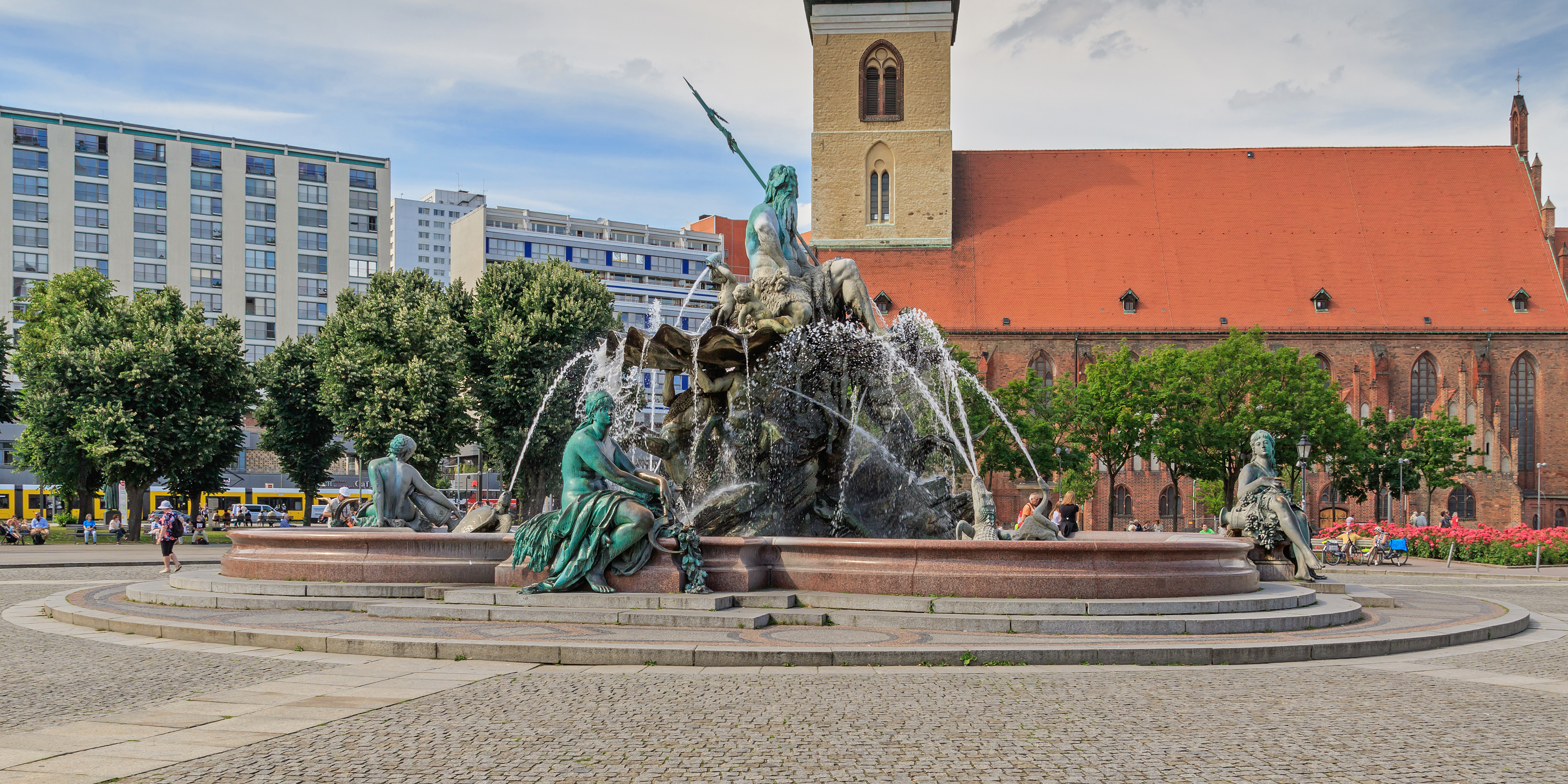
Neptunbrunnen

## Wegbereiter der Moderne
Hatte Begas noch als Modernisierer gegen die Rauchschule gekämpft, wurde er in der Auseinandersetzung mit den modernen Tendenzen der Bildhauerei zum konservativen Beharrer. Die Monumentalplastik der Moderne setzte dem dekorativen Neobarock unter dem Einfluss von Adolf von Hildebrands theoretischem Werk Das Problem der Form in der bildenden Kunst von 1893 eine konsequente Stilisierung der Form entgegen.
Die summarische Oberflächenbehandlung und Reduktion der Form der neuen Richtung zeigt sich sogar in dem Siegesalleestandbild von Reinhold Felderhoff zu Markgraf Johann II. Felderhoff verzichtete als einziger Bildhauer der kaiserlichen Prachtstraße auf eine Individualisierung des Standbilds. Er schuf eine typisierte, ruhig und ernst zu Boden blickende Kriegerfigur, „die den Typ des Mahnmals vorwegnimmt.“ Auftraggeber Wilhelm II., der in seiner sogenannten Rinnsteinrede die Moderne Kunst als in den Rinnstein niedergestiegen gebrandmarkt hatte, beanstandete die Arbeit nicht. Neben Felderhoff und Kraus gehörten Breuer, Brütt und Cauer zur modernen Richtung. Gegen Ende des 19. Jahrhunderts reichte das künstlerische Spektrum der Berliner Bildhauerschule „von der Pflege der Rauchtradition über den Begasschen Neubarock bis hin zur Moderne.“
Als Vertreter der Berliner Bildhauerei nach 1900 galten zu Beginn vor allem August Gaul oder der Jugendstilkünstler Hugo Lederer, der gemeinsam mit dem Architekten Johann Emil Schaudt das monumentale Bismarck-Denkmal in Hamburg plante und 1902 ausführte. Die literarischen Strömungen Neuromantik und Stilkunst, die sich als Gegenbewegung zu Naturalismus und Moderne verstanden und an die Inhalte der Romantik anknüpften und die auch die Berliner Bildhauerschule vor neue Aufgaben stellte, nahmen Gaul und Lederer nicht auf.
Insgesamt erwies sich die Berliner Bildhauerei vor dem Ersten Weltkrieg nach der Darstellung von Ursel Berger im Vergleich zu Entwicklungen in anderen Ländern „als relativ kohärent. […] Der in verschiedenen Städten Europas aktuelle Symbolismus berührte die Berliner Bildhauer fast nicht. […] Rodin scheint in Berlin kaum wahrgenommen worden zu sein, obwohl er mehrmals auf Secessionsausstellungen vertreten war“. Auch die raffinierte Kunst der Wiener Secession blieb in Berlin ohne Einfluss. Lediglich im Frühwerk von Georg Kolbe und bei Arthur Lewin-Funcke, Fritz Klimsch und dem früh verstorbenen Carl Otto zeigen sich ansatzweise Themen des Symbolismus und neue Stilmittel.
Ernst Barlach fand schließlich mit seinen einfachen schweren Formen zu einer neuen Ausdrucksform, zu der er sich in Russland hatte inspirieren lassen. Seine unsentimentalen Darstellungen von Bettlern und Bauern „müssen im wilhelminischen Berlin schockierend gewirkt haben. […] Er findet eine neue, eigene plastische Sprache, die ihn als Expressionisten ausweist.“ Allerdings blieb der Einfluss Barlachs auf die Berliner Bildhauerschule gering.

Wegbereiter der Moderne
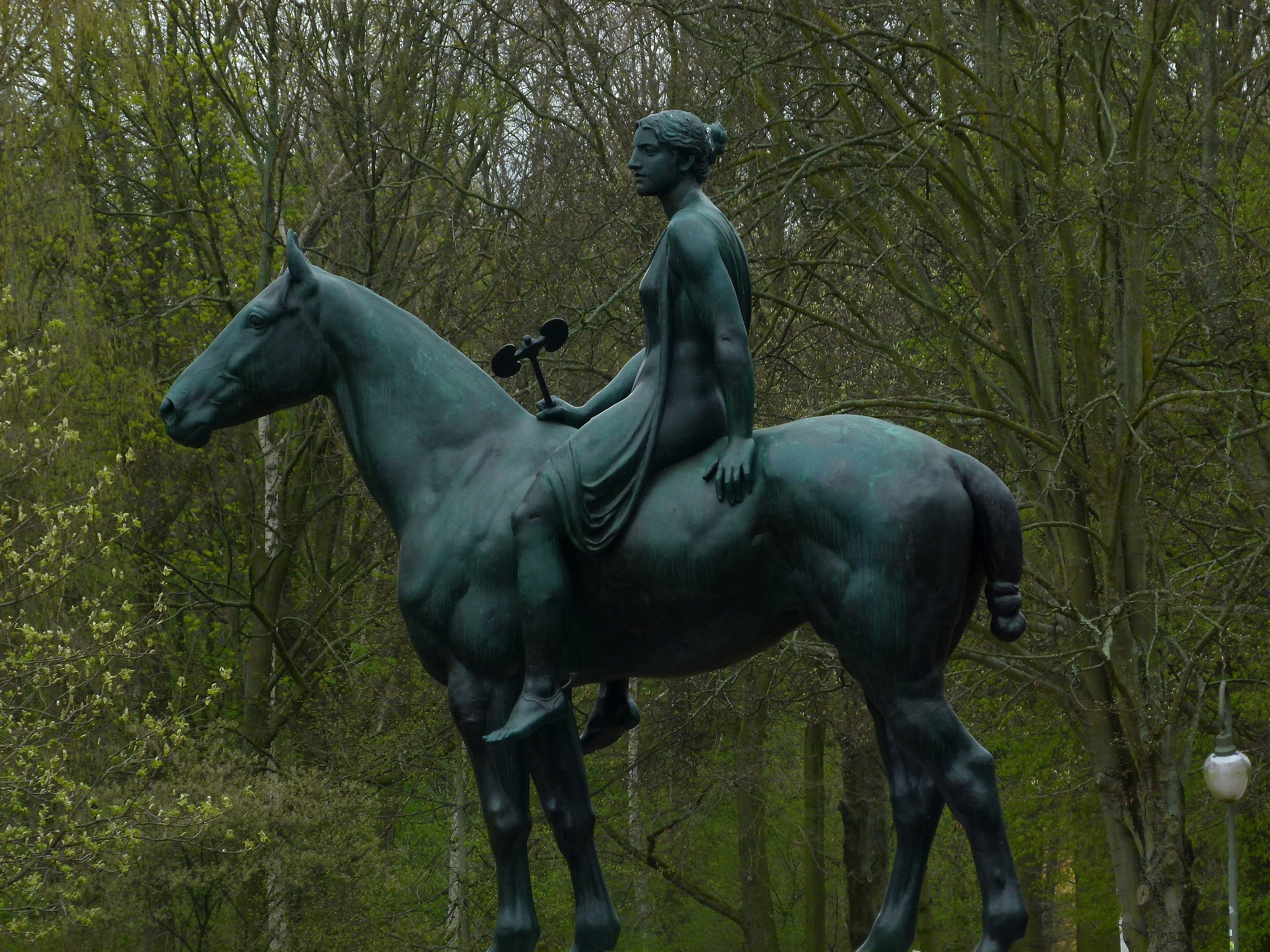
Amazone zu Pferde, Louis Tuaillon, 1905
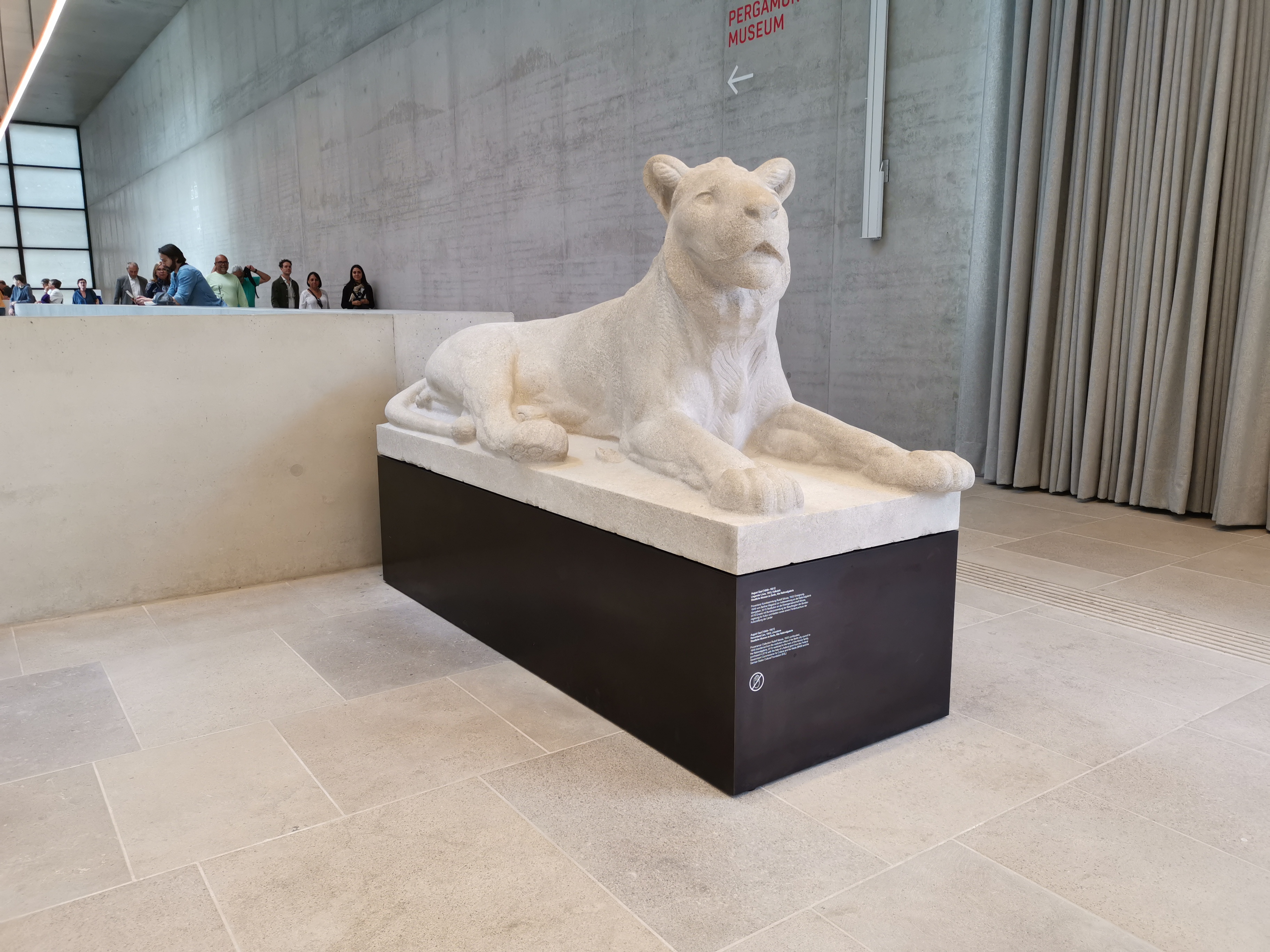
Liegender Löwe, August Gaul, 1900
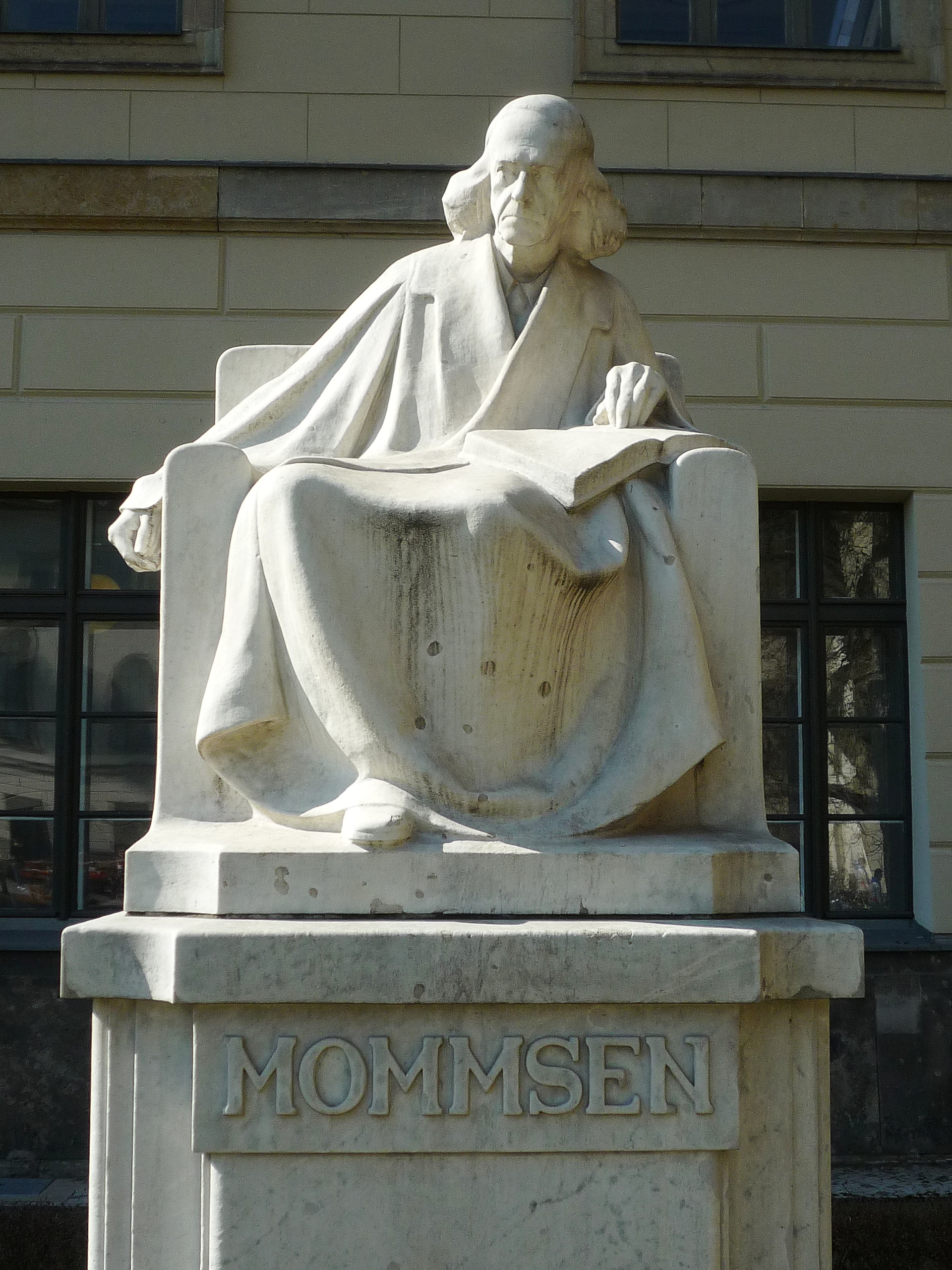
Denkmal für Theodor Mommsen, Adolf Brütt, 1909
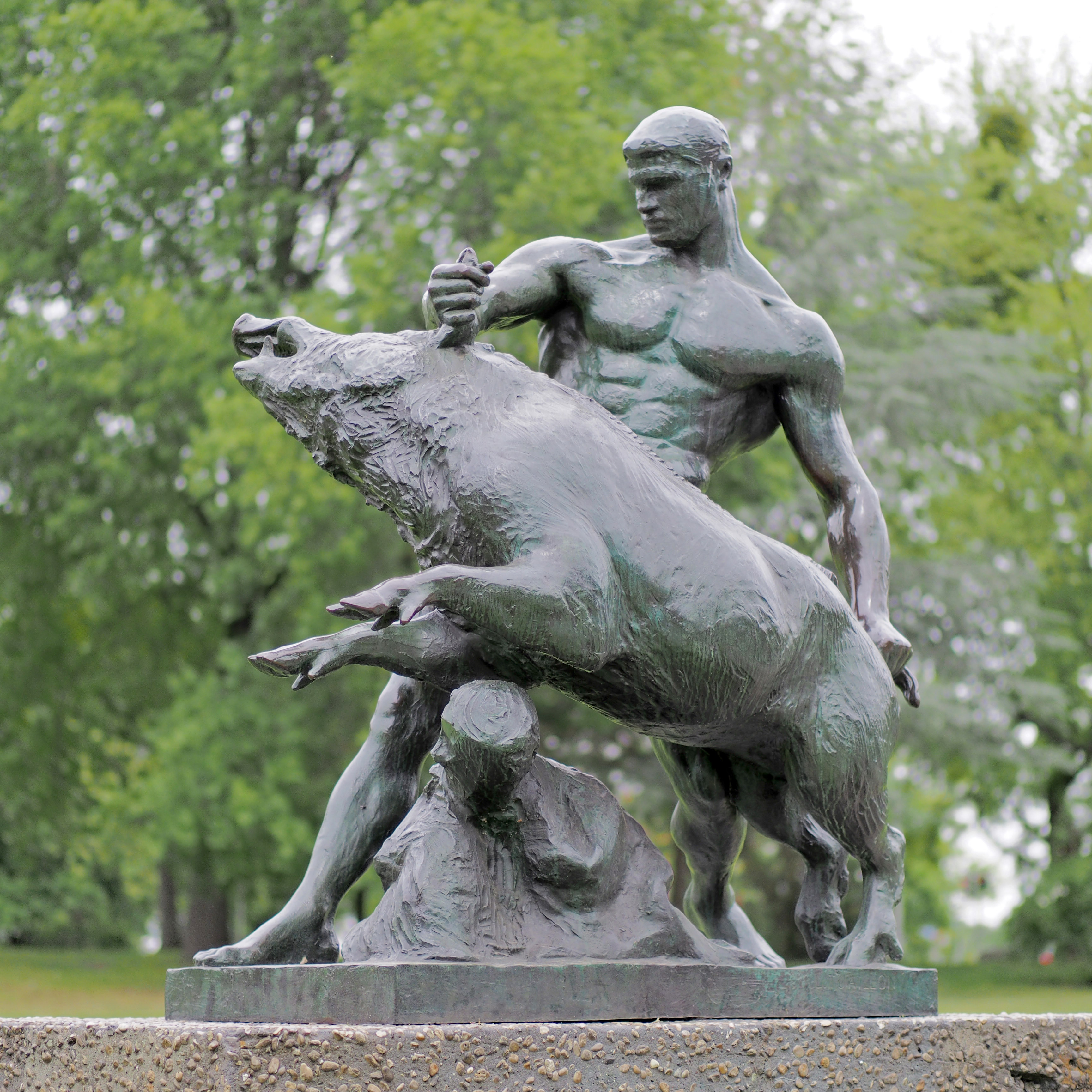
Herkules und der Erymanthische Eber, Louis Tuaillon, 1910
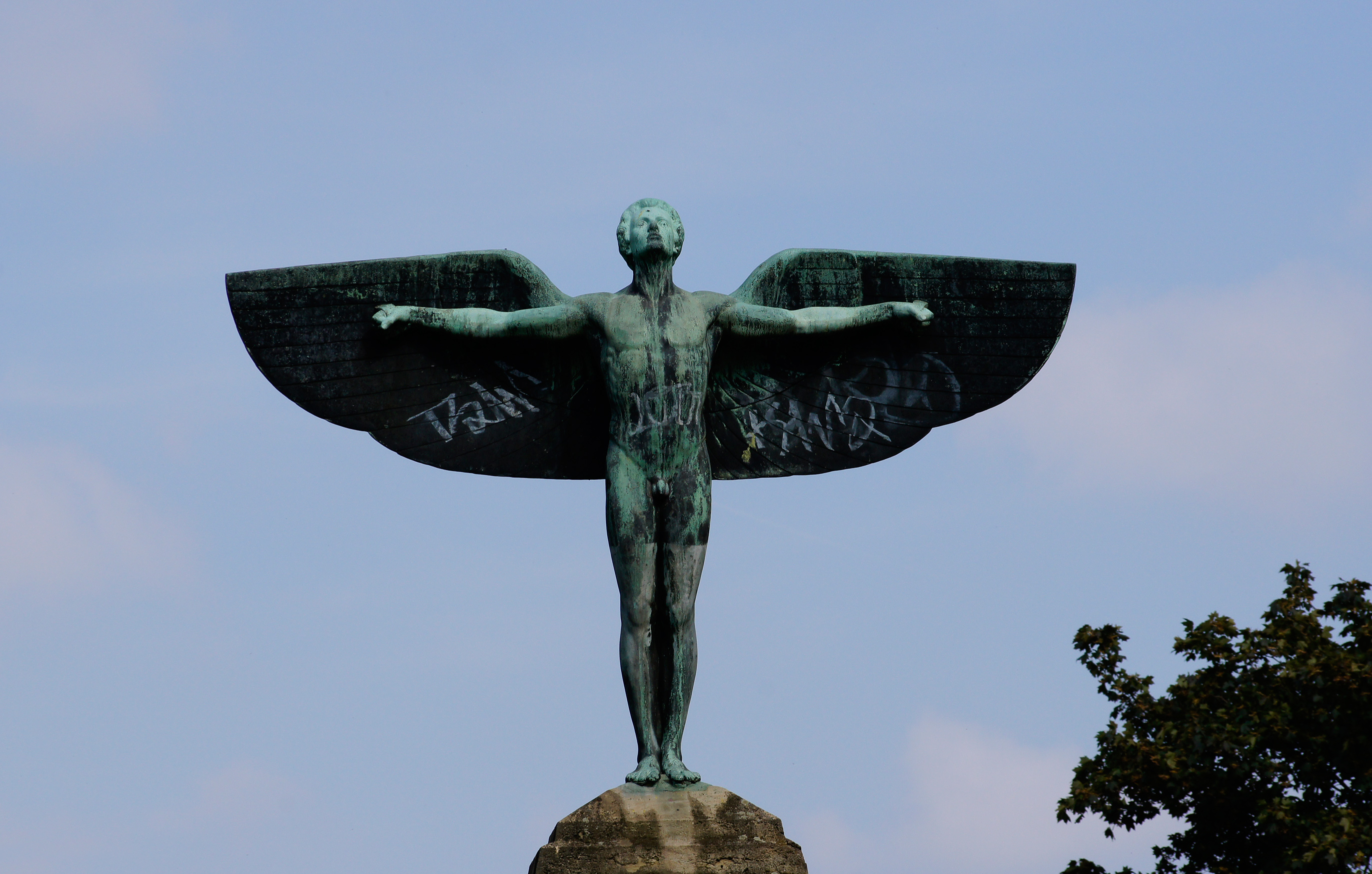
Lilienthal-Denkmal, Peter Breuer, 1914

## Nachwirkungen
Die klassizistische Grundhaltung der Berliner Bildhauerschule wirkt vor allem in den Figuren Georg Kolbes und bis in die 1950er Jahre in den Arbeiten und Porträts Richard Scheibes sowie in den Plastiken von Käthe Kollwitz und Renée Sintenis nach. Sintenis und Scheibe lehrten nach dem Zweiten Weltkrieg an der Berliner Hochschule der Künste, an der es Mitte der 1950er Jahre zu konkurrierenden Positionen kam. Richard Scheibe geriet zunehmend ins Abseits, während beispielsweise Hans Uhlmann mit seinen abstrakten Metallarbeiten – von den Nazis noch als Entartete Kunst diffamiert – in den Vordergrund trat. Die Meisterschülerin Scheibes Katharina Szelinski-Singer schloss sich den neuen Kunsttendenzen nicht an und blieb zumindest mit ihren ersten Werken wie dem Trümmerfrau-Denkmal von 1955 der figürlichen Auffassung Scheibes verbunden. Kunsthistoriker sehen deshalb noch das Werk Szelinski-Singers in einer Linie von Wilhelm Lehmbruck in seiner Berliner Zeit über Georg Kolbe, Käthe Kollwitz, Ernst Barlach, Gerhard Marcks und Renée Sintenis bis zu ihrem Lehrer Richard Scheibe in der Tradition der Berliner Bildhauerschule, die laut Helmut Börsch-Supan über alle unterschiedlichen Richtungen hinweg stets das Bemühen um das Menschenbild einte.

Nachwirkungen
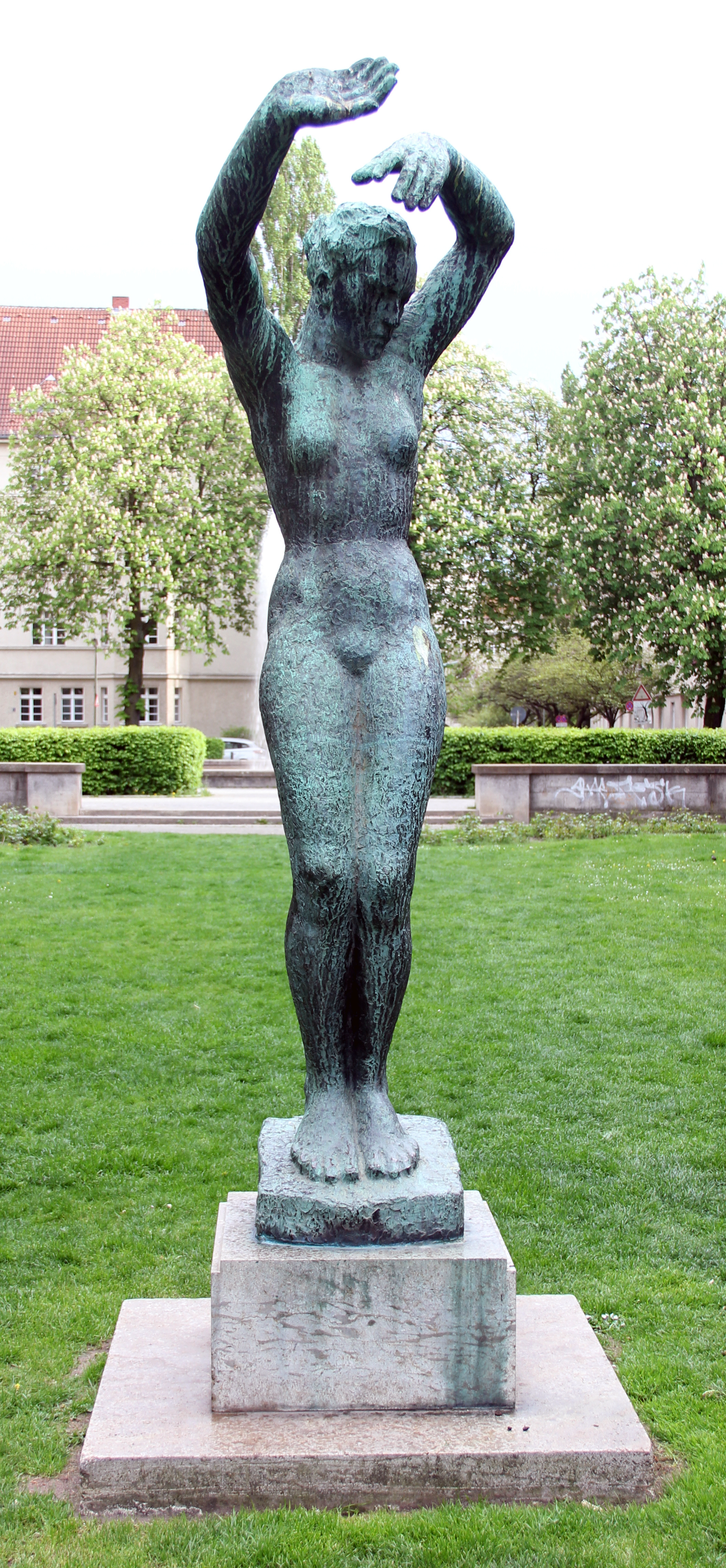
Der Morgen von Georg Kolbe
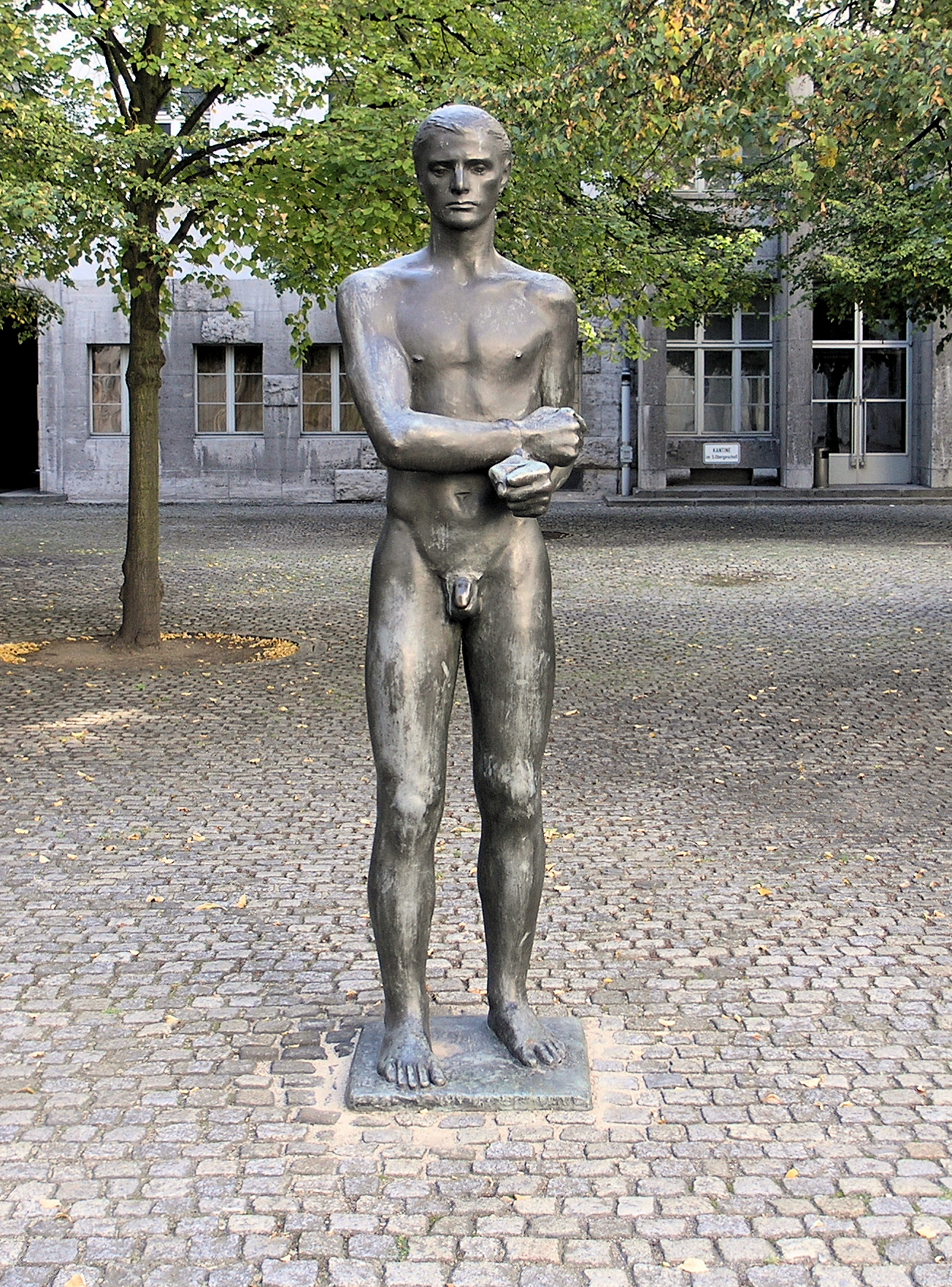
Widerstandskämpfer von Richard Scheibe
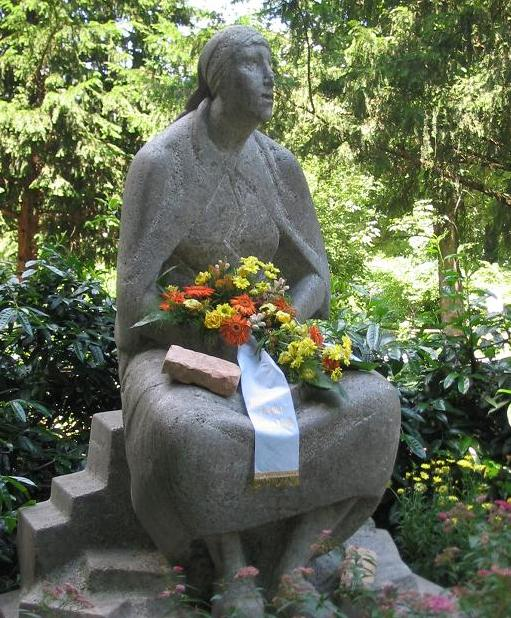
Trümmerfrau von Katharina Szelinski-Singer
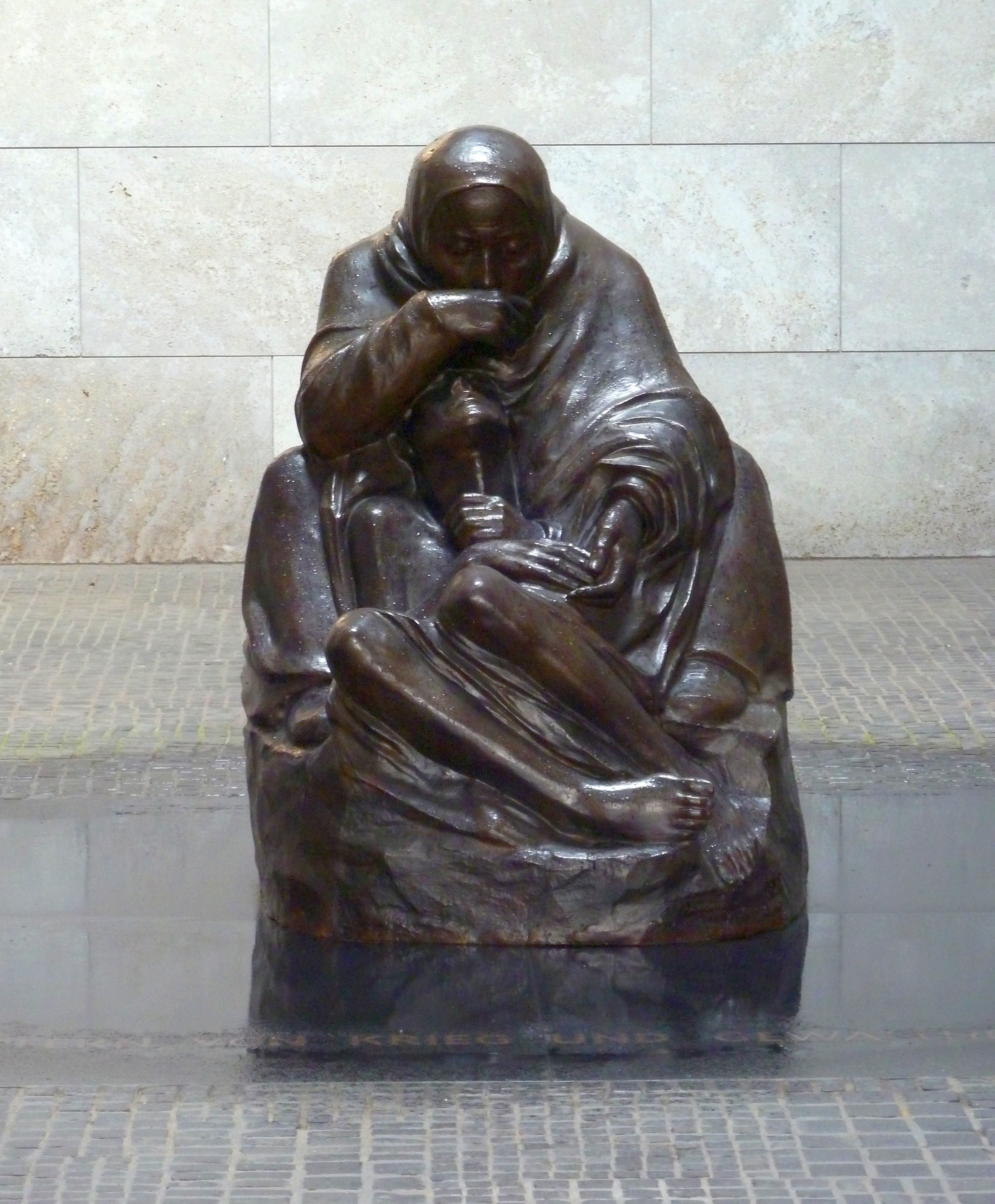
Mutter mit totem Sohn von Käthe Kollwitz
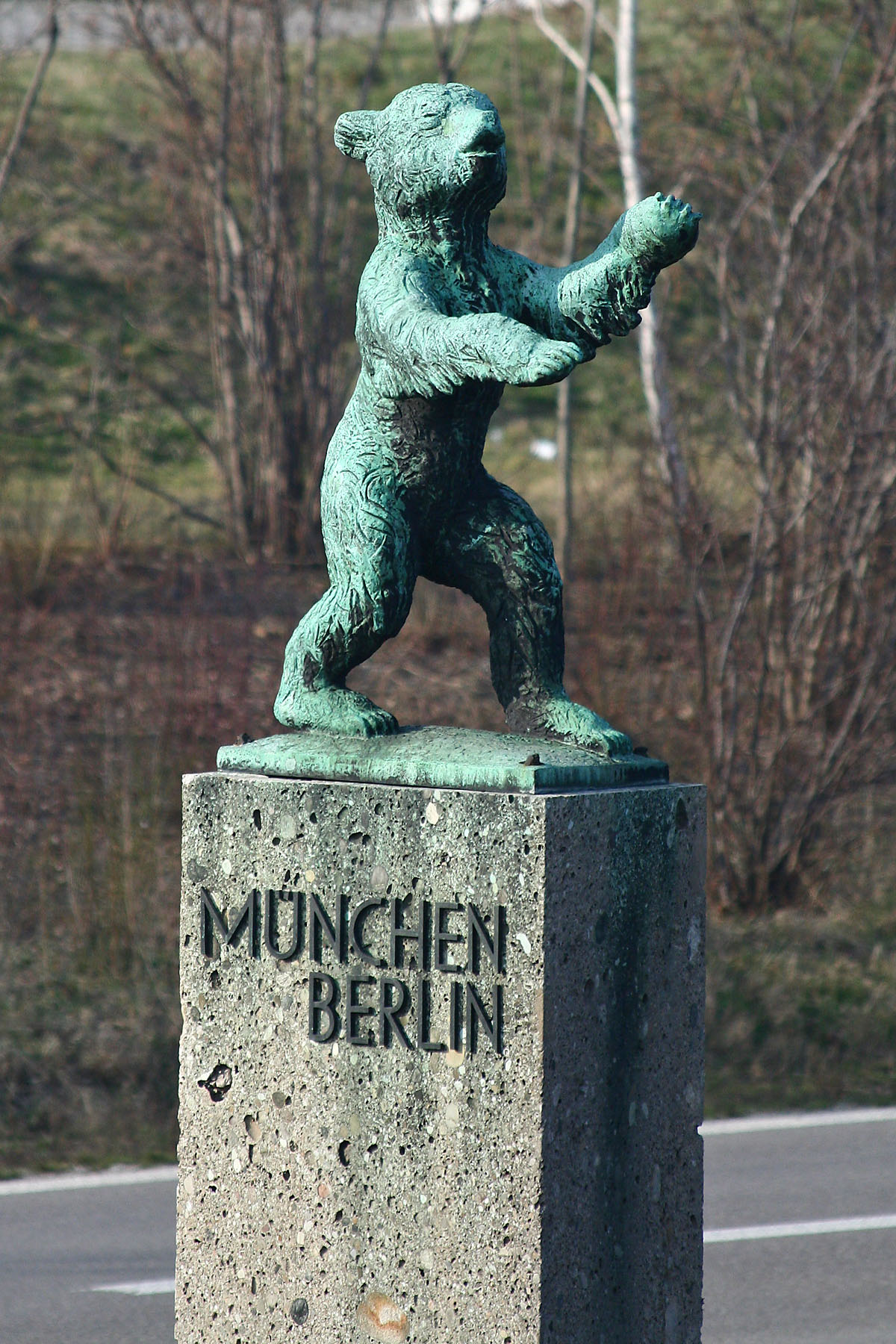
Berliner Bär von Renée Sintenis

## Wichtigste Vertreter (Auswahl)

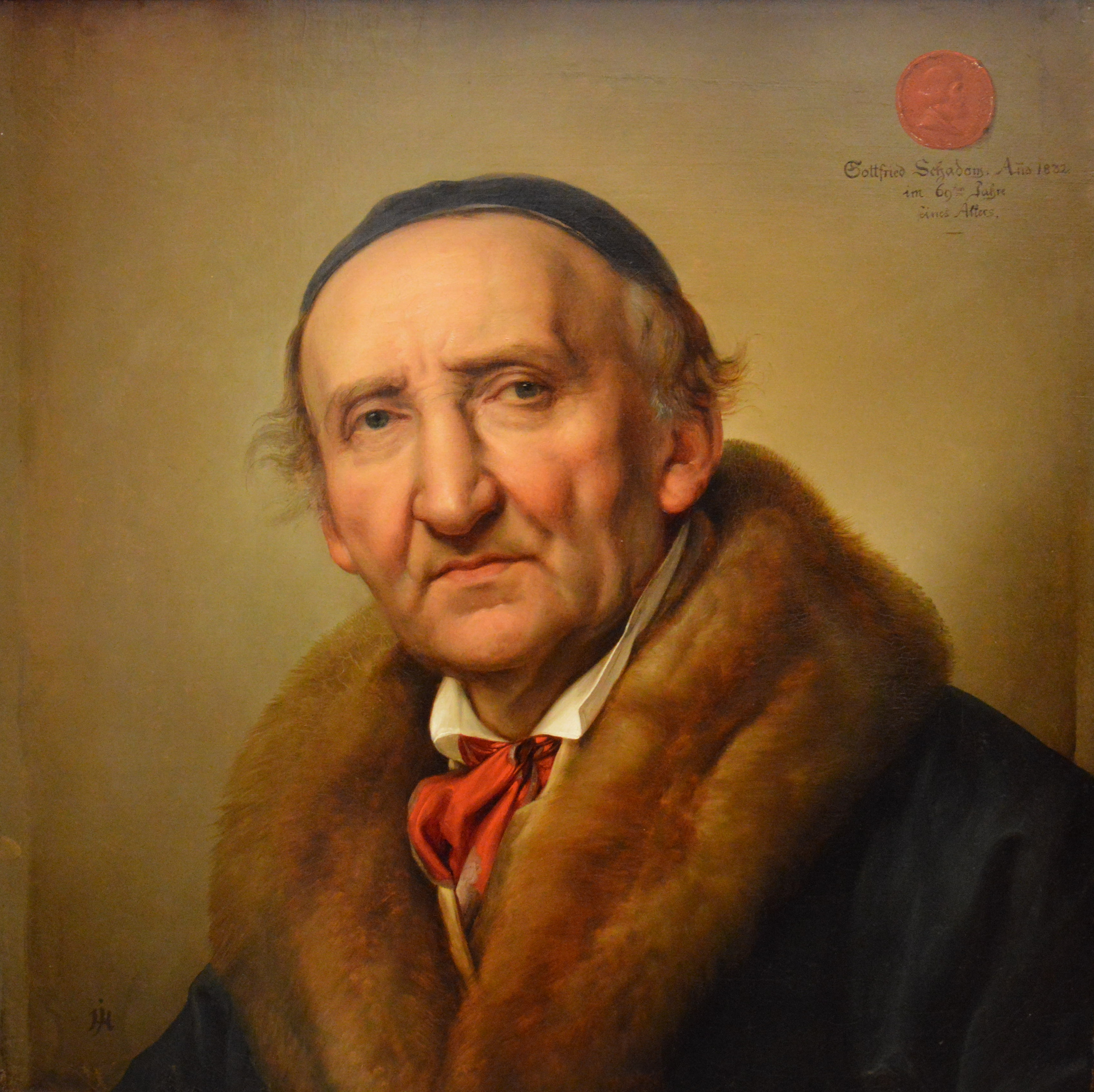
Johann Gottfried Schadow

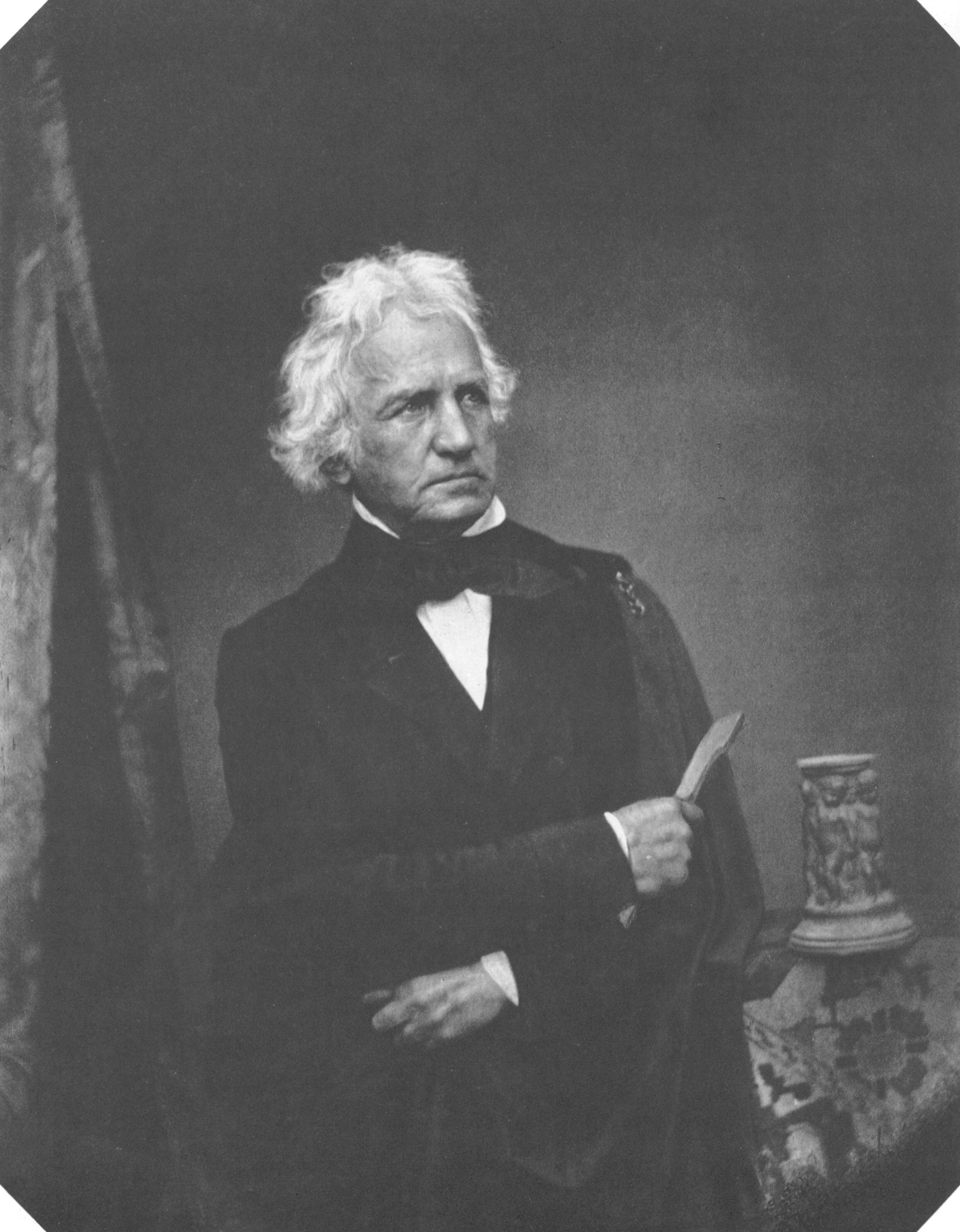
Christian Daniel Rauch

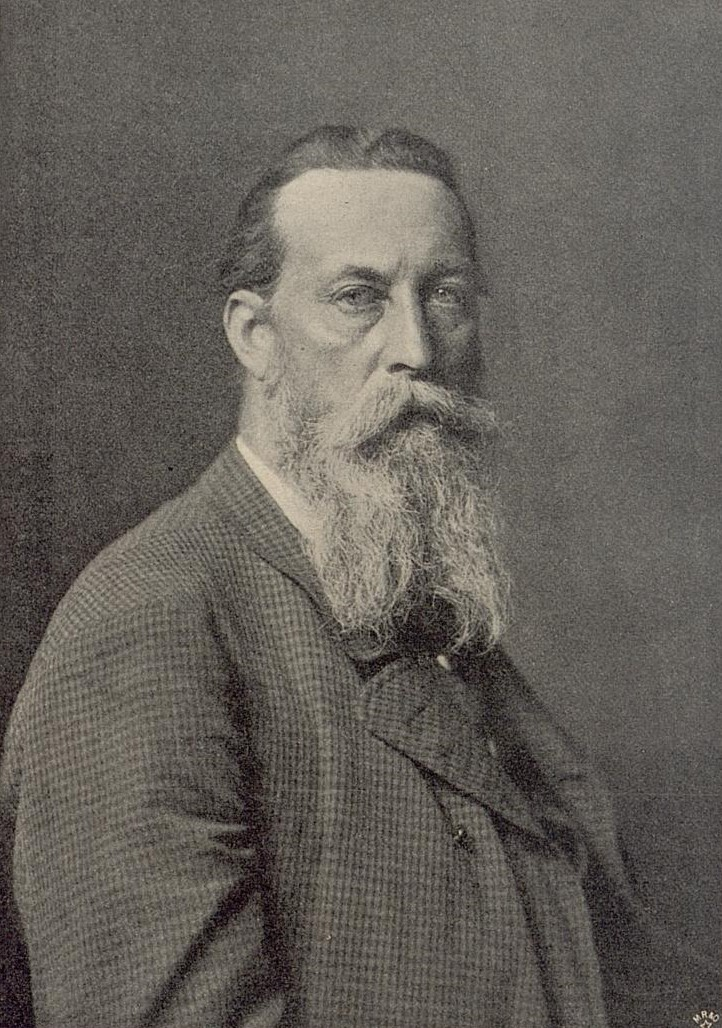
Reinhold Begas

### Schadowschule
- Begründer: Johann Gottfried Schadow (1764–1850)
- Theodor Kalide (1801–1863)
- Ludwig Wilhelm Wichmann (1788–1859)
- Emil Wolff (1802–1879)
- Heinrich Kaehler (1804–1878)
- Christian Friedrich Tieck (1776–1851)

### Rauchschule
- Begründer: Christian Daniel Rauch (1777–1857)
- Reinhold Begas (1831–1911)
- Gustav Blaeser (1813–1874)
- Johannes Boese (1856–1917)
- Alexander Calandrelli (1834–1903)
- Friedrich Drake (1805–1882)
- Erdmann Encke (1843–1896)
- August Fischer (1805–1866)
- Christian Genschow (1814–1891)
- Hugo Hagen (1818–1871)
- Christian Heinrich Hesemann (1814–1856)
- Theodor Kalide (1801–1863)
- August Kiß (1802–1865)
- Albert Manthe (1847–1929)
- Julius Moser (1832–1916)
- Fritz Schaper (1841–1919, zwischen Rauchschule und Neobarock)
- Rudolf Siemering (1835–1905)
- Ignatius Stracké (1790–1875)
- Wilhelm Wandschneider (1866–1942)
- Gustav Willgohs (1819–1904)
- Albert Wolff (1815–1892)
- Martin Wolff (1852–1919)
- Melchior zur Strassen (1832–1896)

### Begasschule
- Begründer: Reinhold Begas (1831–1911)
- Hans Arnold (1860–1913)
- Robert Baerwald (1858–1896)
- Karl Begas (1845–1916)
- Eugen Boermel (1858–1932)
- Gustav Eberlein (1847–1926)
- Hans Weddo von Glümer (1867–nach 1915)
- Otto Lessing (1846–1912)
- Norbert Pfretzschner (1850–1927)
- Walter Schott (1861–1938)
- Cuno von Uechtritz-Steinkirch (1856–1908)

### Moderne
- Peter Breuer (1856–1930)
- Adolf Brütt (1855–1939)
- Ludwig Cauer (1866–1947)
- Reinhold Felderhoff (1865–1919)
- August Gaul (1869–1921)
- Bernhard Heising (1865–1903)
- August Kraus (1868–1934)
- Max Kruse (1854–1942)
- Hugo Lederer (1871–1940)
- Hans Perathoner (1872–1946)
- Fritz Röll (1879–1956)
- Louis Tuaillon (1862–1919)